# Fußball-Weltmeisterschaft 2010
Die Endrunde der Fußball-Weltmeisterschaft 2010 (englisch FIFA World Cup) war die 19. Ausspielung des bedeutendsten Turniers für Fußball-Nationalmannschaften und fand vom 11. Juni bis zum 11. Juli 2010 in Südafrika und damit erstmals auf dem afrikanischen Kontinent statt.
Weltmeister wurde zum ersten Mal Spanien, das im Finale die Niederlande besiegte. Den dritten Platz belegte die Mannschaft Deutschlands, die mit Thomas Müller, der während des Turniers fünf Tore erzielte, auch den Torschützenkönig stellte. Titelverteidiger Italien schied, wie auch der Vizeweltmeister der WM 2006, Frankreich, bereits in der Gruppenphase aus.

## Vergabe
Aufgrund eines von der FIFA beschlossenen Rotationsprinzips wurden für die WM 2010 nur Bewerbungen afrikanischer Länder angenommen. Neben Südafrika wurden noch Ägypten und Marokko als Bewerber zugelassen. Eine gemeinsame Bewerbung von Libyen und Tunesien war zuvor abgelehnt worden, woraufhin Tunesien sich zurückzog. Libyen machte klar, dass eine Beteiligung Israels in seinem Land nicht zugelassen würde, und schied kurze Zeit später als Bewerber aus. Die offizielle Begründung der FIFA war, dass die Infrastruktur Libyens nicht ausreiche, um eine Weltmeisterschaft auszutragen. Nigeria hatte entgegen ersten Ankündigungen keine Bewerbung eingereicht. Bereits im ersten Wahlgang sicherte sich Südafrika mit 14 zu 10 Stimmen gegenüber Marokko den Sieg. Ägypten erhielt keine Stimmen. Der Beschluss des Exekutivkomitees des Weltfußballverbands FIFA fiel am 15. Mai 2004 in Zürich. Den genauen Termin der WM 2010 gab die FIFA am 6. Dezember 2006 in Zürich bekannt. Der Funktionär Chuck Blazer gestand 2013, Bestechungsgeld für seine Stimme angenommen zu haben.

## Spielorte
Die Spiele der Weltmeisterschaft wurden in zehn Stadien in neun verschiedenen südafrikanischen Städten ausgetragen.
Soccer City in Johannesburg gilt als „Heimat des südafrikanischen Fußballs“ und wurde als Austragungsort des Eröffnungs- und Finalspiels ausgewählt. Das Stadion ist ein reines Fußballstadion und bietet nach einer Erweiterung für die WM etwa 84.490 Zuschauern Platz. Die beiden Halbfinalspiele fanden in Kapstadt und Durban statt, das Spiel um Platz drei wurde in Port Elizabeth ausgetragen. Insgesamt fanden in Soccer City sowie in Kapstadt und Port Elizabeth acht Partien statt, der Johannesburger Ellis Park war wie das Stadion in Durban Schauplatz für sieben Spiele. In Rustenburg, Bloemfontein und Pretoria wurden jeweils sechs Spiele ausgetragen. Für die beiden Stadien in Polokwane und Nelspruit standen jeweils vier Gruppenpartien an.
| Bloemfontein |

| Johannesburg |

| Pretoria |

| Rustenburg |

| Durban |

| Kapstadt |

| Port Elizabeth |

| Nelspruit |

| Polokwane |

| Bloemfontein |

| Johannesburg |

| Pretoria |

| Rustenburg |

| Durban |

| Kapstadt |

| Port Elizabeth |

| Nelspruit |

| Polokwane |

## Qualifikation
Für die Teilnahme an der 19. Fußball-WM hatte sich die Rekordzahl von 200 Fußballnationalmannschaften beworben. Die Startplätze wurden innerhalb der sechs Kontinentalverbände durch ein Qualifikationsturnier vergeben, das auch als WM-Vorrunde bezeichnet wird.
Die Auslosung der Qualifikationsgruppen fand während des Preliminary draw am 25. November 2007 in Durban statt.
Der europäischen UEFA wurden dabei 13 WM-Teilnehmer garantiert, der afrikanischen CAF 6, einschließlich des Gastgeberlandes. Dagegen musste die asiatische AFC ihren fünftplatzierten Kandidaten in einem Play-off gegen den Sieger der OFC-Qualifikation aus Ozeanien antreten lassen, durch das sich Neuseeland für die WM qualifizierte. Aus der nord- und mittelamerikanischen CONCACAF qualifizierten sich drei Mannschaften, da Uruguay sich in der Relegation als fünfter südamerikanischer Starter für den Verband CONMEBOL durchsetzte.

## Teilnehmer
Für die Endrunde qualifizierten sich folgende 32 Nationalmannschaften aus den jeweiligen Kontinentalverbänden:
| 13 aus Europa                              | Dänemark              | Deutschland    | England  | Frankreich | Griechenland |
|                                            | Italien               | Niederlande    | Portugal | Schweiz    | Serbien      |
|                                            | Slowakei              | Slowenien      | Spanien  |            |              |
| 5 aus Südamerika                           | Argentinien           | Brasilien      | Chile    | Paraguay   | Uruguay      |
| 3 aus Nord-, Mittelamerika und der Karibik | Honduras              | Mexiko         | USA      |            |              |
| 6 aus Afrika                               | Algerien              | Elfenbeinküste | Ghana    | Kamerun    | Nigeria      |
|                                            | Südafrika (Gastgeber) |                |          |            |              |
| 4 aus Asien                                | Australien            | Nordkorea      | Japan    | Südkorea   |              |
| 1 aus Ozeanien                             | Neuseeland            |                |          |            |              |

Bei der Fußball-Weltmeisterschaft 2010 nahmen Serbien und die Slowakei zum ersten Mal als eigenständige Nationen teil. Serbien war bei früheren Turnieren als Teil der jugoslawischen und 2006 als Teil der serbisch-montenegrinischen Mannschaft vertreten. Die Slowakei war bereits zuvor mit der tschechoslowakischen Nationalmannschaft vertreten.

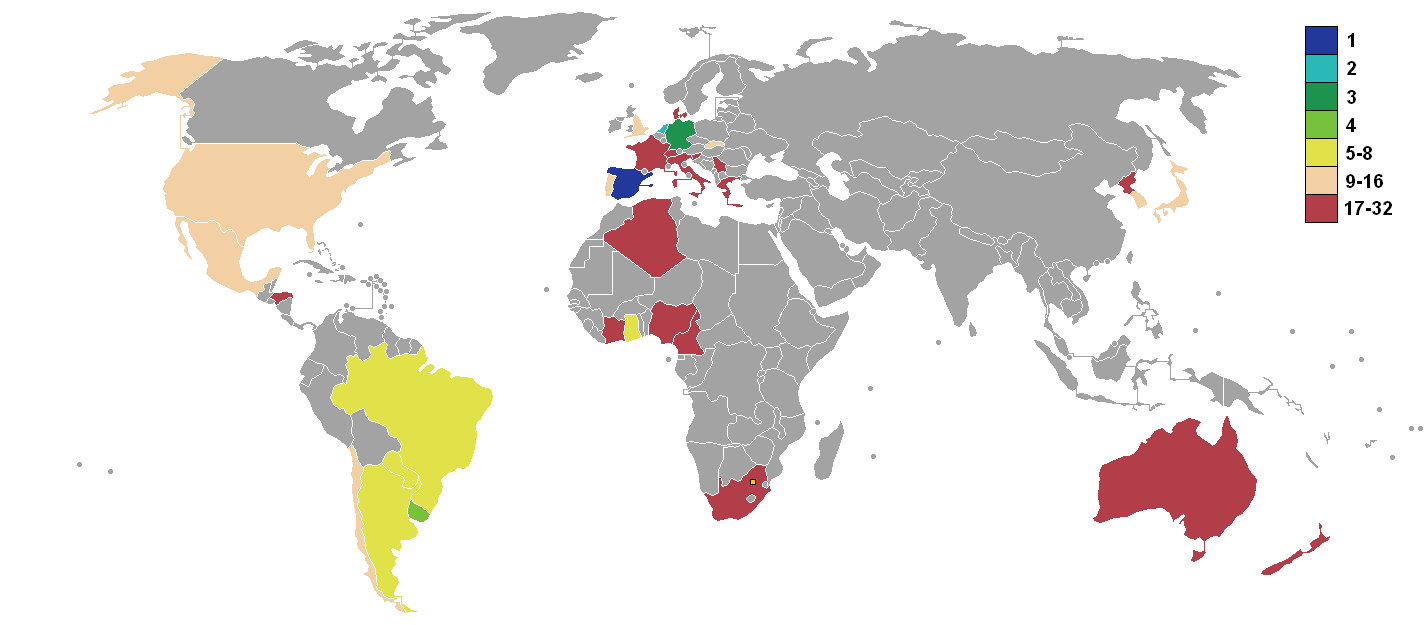
Weltkarte der Teilnehmer und deren Platzierungen

## Auslosung
Am 2. Dezember 2009 gab die FIFA die Lostöpfe für die Auslosung bekannt. Entgegen der früheren Praxis wurde erstmals nur auf die FIFA-Weltrangliste (vom Oktober 2009) zurückgegriffen, um die gesetzten Mannschaften festzulegen.
In den vorangegangenen Jahren war immer eine Mischung aus Weltrangliste und den Ergebnissen vergangener Turniere zum Einsatz gekommen. Neben Gastgeber Südafrika (Rang 85) waren die europäischen Mannschaften aus Spanien (Rang 2), den Niederlanden (3), Italien (4), Deutschland (5) und England (7) gesetzt, sowie aus Südamerika Brasilien (1) und Argentinien (6).
Ihnen wurde jeweils eine Mannschaft aus Nord- und Mittelamerika, Asien, Australien und Ozeanien, einer der übrigen Vertreter aus Afrika und Südamerika und eine der restlichen europäischen Mannschaften zugelost. Zusätzlich zu dieser Regelung legte die FIFA zudem fest, dass Brasilien und Argentinien keine andere südamerikanische und Südafrika keine andere afrikanische Mannschaft zugelost werden durfte.
Die Auslosung zur Finalrunde fand am 4. Dezember 2009 in Kapstadt statt. Sie ergab folgende Gruppenzusammensetzung:
| Gruppe A    | Gruppe B     | Gruppe C       | Gruppe D    |
| ----------- | ------------ | -------------- | ----------- |
| Südafrika   | Argentinien  | England        | Deutschland |
| Mexiko      | Nigeria      | USA            | Australien  |
| Uruguay     | Südkorea     | Algerien       | Serbien     |
| Frankreich  | Griechenland | Slowenien      | Ghana       |
| Gruppe E    | Gruppe F     | Gruppe G       | Gruppe H    |
| Niederlande | Italien      | Brasilien      | Spanien     |
| Dänemark    | Paraguay     | Nordkorea      | Schweiz     |
| Japan       | Neuseeland   | Elfenbeinküste | Honduras    |
| Kamerun     | Slowakei     | Portugal       | Chile       |

Für Informationen zu den einzelnen WM-Gruppen und Kadern der Mannschaften auf den jeweiligen Link klicken.

## Regelwerk und Modus
Zur WM 2010 hat die FIFA zwei Änderungen im Regelwerk vorgenommen. Die erste betraf die Regel der Gelbsperre von Spielern, die nach zwei gelben Karten für das folgende Spiel gesperrt sind. Anders als bei der WM 2006 verfielen vorhandene gelbe Karten nun nicht mehr nach der Gruppenphase, sondern erst nach dem Viertelfinale.
Die zweite Neuerung betraf die Ausführung von Elfmetern. Hier durfte der Schütze zwar weiterhin seinen Anlauf, nicht aber den Schuss verzögern. Bei Verstoß gegen diese Regel war der Elfmeter zu wiederholen, der Schütze konnte mit einer gelben Karte bestraft werden.
Es gab acht Gruppen mit je vier Teilnehmern. Innerhalb jeder Gruppe spielte jede Mannschaft gegen jede andere Mannschaft. Die jeweils ersten beiden Mannschaften qualifizierten sich für das Achtelfinale. Die Platzierung der Mannschaften in den Gruppen ergab sich dabei in folgender Reihenfolge:
1. Anzahl der Punkte aus allen Gruppenspielen (Sieg: 3 Punkte; Unentschieden: 1 Punkt; Niederlage: 0 Punkte);
2. Tordifferenz aus allen drei Spielen;
3. Anzahl der erzielten Tore;
4. Anzahl Punkte aus den Direktbegegnungen der punkt- und torgleichen Mannschaften;
5. Tordifferenz in den Direktbegegnungen der punkt- und torgleichen Mannschaften;
6. Anzahl der in den Direktbegegnungen der punkt- und torgleichen Mannschaften erzielten Tore;
7. Losentscheid durch die FIFA-Organisationskommission.

## Gruppenphase
Alle Anstoßzeiten in der Ortszeit (UTC+2) entsprechen der Mitteleuropäischen Sommerzeit. Der Spielstand zur Halbzeit ist in Klammern gesetzt.

### Gruppe A
| Pl. | Land       | Sp. | S | U | N | Tore    | Diff. | Punkte |
| --- | ---------- | --- | - | - | - | ------- | ----- | ------ |
| 1.  | Uruguay    | 3   | 2 | 1 | 0 | 004:000 | +4    | 07     |
| 2.  | Mexiko     | 3   | 1 | 1 | 1 | 003:200 | +1    | 04     |
| 3.  | Südafrika  | 3   | 1 | 1 | 1 | 003:500 | −2    | 04     |
| 4.  | Frankreich | 3   | 0 | 1 | 2 | 001:400 | −3    | 01     |

| Fr., 11. Juni 2010 um 16:00 Uhr in Johannesburg (Soccer City) |   |            |           |
| Südafrika                                                     | – | Mexiko     | 1:1 (0:0) |
| Fr., 11. Juni 2010 um 20:30 Uhr in Kapstadt                   |   |            |           |
| Uruguay                                                       | – | Frankreich | 0:0       |
| Mi., 16. Juni 2010 um 20:30 Uhr in Pretoria                   |   |            |           |
| Südafrika                                                     | – | Uruguay    | 0:3 (0:1) |
| Do., 17. Juni 2010 um 20:30 Uhr in Polokwane                  |   |            |           |
| Frankreich                                                    | – | Mexiko     | 0:2 (0:0) |
| Di., 22. Juni 2010 um 16:00 Uhr in Rustenburg                 |   |            |           |
| Mexiko                                                        | – | Uruguay    | 0:1 (0:1) |
| Di., 22. Juni 2010 um 16:00 Uhr in Bloemfontein               |   |            |           |
| Frankreich                                                    | – | Südafrika  | 1:2 (0:2) |

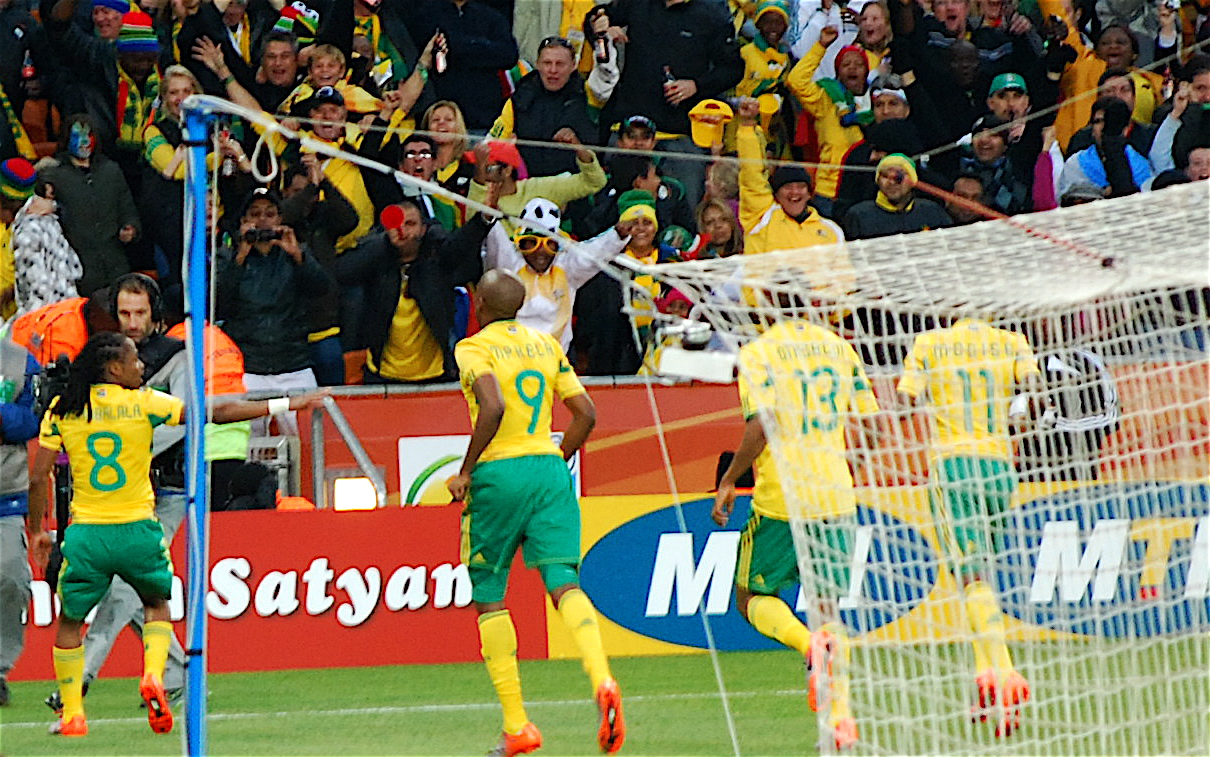
Die Südafrikaner beim Jubeln nach dem 1:0 im Eröffnungsspiel gegen Mexiko am 11. Juni 2010

Uruguay galt im Vorfeld nicht als Topfavorit der Gruppe A. Das Auftaktspiel gegen die favorisierten Franzosen in Kapstadt war über weite Strecken arm an Höhepunkten. Am Ende stand ein 0:0, sodass die Südamerikaner im zweiten Spiel gegen Gastgeber Südafrika schon unter Zugzwang standen. In einer einseitigen Partie traf Uruguays Stürmerstar Diego Forlán nach 24 Minuten zum 0:1-Pausenstand, auch danach dominierten die „Urus“ das Geschehen. Nach einem Foul von Südafrikas Torwart Khune an Suárez in der 80. Minute sah dieser die rote Karte, der anschließende Elfmeter wurde erneut von Forlán verwandelt. Den 0:3-Endstand markierte Pereira in der Nachspielzeit, sodass Uruguay im letzten Spiel schon ein Unentschieden gereicht hätte, um das Achtelfinale zu erreichen. Das letzte Spiel der Gruppe A gegen Mexiko konnte durch einen Treffer von Suárez in der 44. Minute ebenfalls gewonnen werden. Uruguay feierte somit erstmals seit der WM 1990 wieder den Einzug ins Achtelfinale und kassierte neben Portugal als einzige Mannschaft in der Gruppenphase kein Gegentor.
Als Gruppenzweiter setzte sich Mexiko durch. Zwar gerieten die Mexikaner im Eröffnungsspiel gegen Südafrika kurz nach der Pause in Rückstand, jedoch konnte das Ergebnis in der 79. Minute egalisiert werden, als Rafael Márquez völlig frei im Strafraum der Gastgeber zum Schuss kam. Am Ende blieb es beim 1:1. Im zweiten Spiel gegen Frankreich dominierten die Mittelamerikaner den überraschend passiv agierenden Vize-Weltmeister. Tore durch den zuvor eingewechselten Chicharito in der 69. Minute und ein Foulelfmeter durch Altstar Cuauhtémoc Blanco brachten den ersten Sieg für die Mexikaner bei dieser WM. Somit war im letzten Gruppenspiel gegen Uruguay noch die Achtelfinalteilnahme möglich. Dieses ging zwar mit 0:1 verloren, aufgrund der besseren Tordifferenz gegenüber Südafrika reichte es dennoch für den Einzug in die Runde der letzten 16.
Gastgeber Südafrika galt zwar von vornherein als Außenseiter in der Gruppe A, doch schon im Eröffnungsspiel gegen Mexiko zeigte die Mannschaft von Trainer Carlos Alberto Parreira Herz und Willen und ging in der 55. Minute sogar durch einen Schuss von Siphiwe Tshabalala in Führung. Der anschließende Ausgleichstreffer durch Márquez ließ den Traumstart für den Gastgeber zwar zerplatzen, am Ende reichte es dennoch für ein respektables 1:1. Das darauffolgende Spiel gegen Uruguay zeigte Südafrikas spielerische Schwächen: Der Gastgeber konnte nach vorne hin kaum Akzente setzen, die Defensive wirkte oft unorganisiert. Folglich ging das Spiel dann auch mit 0:3 verloren. Damit hätte Südafrika nur noch mit einem hohen Sieg gegen Frankreich das Achtelfinale erreichen können. Im letzten Spiel zeigte Südafrika zwar Kämpferwillen und konnte das Spiel durch Tore von Khumalo und Mphela am Ende mit 2:1 gewinnen. Die schlechtere Tordifferenz im Vergleich zu Mexiko ließ Südafrika am Ende aber nur auf Platz drei in der Gruppe A stehen. Somit war zum ersten Mal in der Geschichte der Gastgeber einer WM in der Gruppenphase ausgeschieden.
Wie als Titelverteidiger bei der WM 2002 schied Frankreich diesmal als Vizeweltmeister in der Gruppenphase aus. Nach einem verhaltenen Start gegen Uruguay, der 0:0 endete, und einer Niederlage gegen Mexiko hätte der amtierende Vize-Weltmeister nur noch mit einem Sieg das Achtelfinale erreichen können. Auch das letzte Spiel der Gruppe A gegen Südafrika konnte nicht mehr gewonnen werden: Nach 0:2-Rückstand konnte auch der einzige Treffer der Franzosen in diesem Turnier in der 70. Minute durch Florent Malouda die Blamage nicht abwenden. Frankreich schied mit einem Punkt und mit 1:4 Toren als Gruppenletzter aus. Doch nicht nur spielerisch, sondern auch außerhalb des Feldes herrschte Chaos, was in französischen Medien als „Fiasko von Knysna“ bezeichnet wurde. Nach einem Streit zwischen Kapitän Patrice Evra und Konditionstrainer Robert Duverne boykottierten die Spieler das Training. Zudem wurde Stürmer Nicolas Anelka vorzeitig nach Hause geschickt, weil er Trainer Raymond Domenech in der Halbzeit gegen Mexiko schwer beleidigt haben soll.

### Gruppe B
| Pl. | Land         | Sp. | S | U | N | Tore    | Diff. | Punkte |
| --- | ------------ | --- | - | - | - | ------- | ----- | ------ |
| 1.  | Argentinien  | 3   | 3 | 0 | 0 | 007:100 | +6    | 09     |
| 2.  | Südkorea     | 3   | 1 | 1 | 1 | 005:600 | −1    | 04     |
| 3.  | Griechenland | 3   | 1 | 0 | 2 | 002:500 | −3    | 03     |
| 4.  | Nigeria      | 3   | 0 | 1 | 2 | 003:500 | −2    | 01     |

| Sa., 12. Juni 2010 um 13:30 Uhr in Port Elizabeth                    |   |              |           |
| Südkorea                                                             | – | Griechenland | 2:0 (1:0) |
| Sa., 12. Juni 2010 um 16:00 Uhr in Johannesburg (Ellis-Park-Stadion) |   |              |           |
| Argentinien                                                          | – | Nigeria      | 1:0 (1:0) |
| Do., 17. Juni 2010 um 13:30 Uhr in Johannesburg (Soccer City)        |   |              |           |
| Argentinien                                                          | – | Südkorea     | 4:1 (2:1) |
| Do., 17. Juni 2010 um 16:00 Uhr in Bloemfontein                      |   |              |           |
| Griechenland                                                         | – | Nigeria      | 2:1 (1:1) |
| Di., 22. Juni 2010 um 20:30 Uhr in Durban                            |   |              |           |
| Nigeria                                                              | – | Südkorea     | 2:2 (1:1) |
| Di., 22. Juni 2010 um 20:30 Uhr in Polokwane                         |   |              |           |
| Griechenland                                                         | – | Argentinien  | 0:2 (0:0) |

Die von Diego Maradona trainierten Argentinier galten im Vorfeld als einer der Favoriten auf den Weltmeistertitel. Im Auftaktspiel gegen Nigeria wurde man diesem Ruf schnell gerecht, als Gabriel Heinze die Südamerikaner bereits nach sechs Minuten in Führung brachte. Der Rest des Spiels konnte allerdings nicht mehr an das Niveau der Anfangsminuten anschließen, trotzdem blieb es beim 1:0-Sieg der Gauchos. Im zweiten Spiel gegen Südkorea zeigte Maradonas Truppe dann ihre Offensivqualitäten, bereits nach einer halben Stunde stand es 2:0. Kurz vor der Pause ließ eine Unachtsamkeit von Martín Demichelis den Anschlusstreffer für die Südkoreaner zu und machte das Spiel noch einmal spannend, gegen Ende der Partie ging den Asiaten allerdings die Luft aus: Zwei Tore von Higuaín in der Schlussphase markierten den 4:1-Endstand. Somit war Argentinien bereits vorzeitig für das Achtelfinale qualifiziert. Doch auch das letzte Spiel, in dem Maradona eine B-Elf gegen harmlose Griechen antreten ließ, wurde mit 2:0 gewonnen. Damit war Argentinien – neben den Niederlanden in Gruppe E – die einzige Mannschaft, die alle drei Gruppenspiele gewann.
Südkorea qualifizierte sich erstmals seit dem respektablen vierten Platz bei der WM 2002 im eigenen Land wieder für ein Achtelfinale. Im Auftaktspiel gegen Griechenland konnten durch Tore von Lee Jung-soo und Manchester-Star Park Ji-sung die ersten drei Punkte eingeholt werden. Die darauffolgende 1:4-Niederlage gegen Argentinien stellte die Asiaten allerdings unter Zugzwang: Nur ein Sieg gegen Nigeria hätte Südkorea direkt ins Achtelfinale gebracht, bei einer Niederlage oder einem Unentschieden hätte man auf eine Niederlage Griechenlands gegen Argentinien hoffen müssen. Nachdem Südkorea im Entscheidungsspiel nach 12. Minuten mit 0:1 zurücklag, wurde das Ergebnis vor der Pause von Lee Jung-soo (38. Minute) egalisiert. Kurz nach der Pause drehte Lee Chung-yong dann das Spiel, es stand 2:1 für Südkorea. Ein Foulelfmeter ließ Nigeria in der 69. Minute zwar noch ausgleichen, am Ende reichte Südkorea aber das 2:2-Unentschieden für den Einzug in die K.o.-Runde, da Griechenland mit 0:2 gegen Argentinien verloren hatte.
Erstmals seit der WM 1994 nahm Griechenland wieder an einer WM teil. Wie schon damals spielte man auch diesmal mit Argentinien und Nigeria in einer Gruppe. Das Auftaktspiel gegen Südkorea ging mit 0:2 verloren, zu harmlos wirkte das Auftreten der Griechen. Im Spiel gegen Nigeria konnte ein früher 0:1-Rückstand noch in ein 2:1 umgewandelt werden. Damit erzielte Griechenland seine ersten WM-Punkte und -Tore überhaupt. Ein Sieg gegen Argentinien sowie eine gleichzeitige Niederlage der Südkoreaner gegen Nigeria hätten Griechenland noch ins Achtelfinale bringen können. Doch das Spiel gegen Argentiniens B-Mannschaft ging mit 0:2 verloren. Die Griechen traten die vorzeitige Heimreise an. Otto Rehhagel trat daraufhin als Trainer der griechischen Nationalmannschaft zurück.
Die enttäuschende Leistung der nigerianischen Nationalmannschaft (nur ein Punkt aus drei Spielen) hatte wesentlich schwerwiegendere Konsequenzen. Am 30. Juni 2010 verfügte der nigerianische Staatspräsident Goodluck Jonathan die Auflösung des nigerianischen Fußballverbandes sowie den Rückzug der Super Eagles für zwei Jahre von allen Turnieren. Er kündigte zudem an, für eventuelle Veruntreuungen von Geldern die Funktionäre zur Rechenschaft zu ziehen. Die Maßnahmen sollten einem grundlegenden Neuaufbau dienen, da die Probleme des nigerianischen Fußballteams struktureller Art seien.
Sie widersprachen allerdings dem FIFA-Prinzip staatlicher Nichteinmischung. In der Vergangenheit hatte die FIFA schon mehrfach Mannschaften, wie z. B. die irakische oder bruneiische, wegen staatlicher Eingriffe vorübergehend suspendiert. Kurz vor Ablauf des Ultimatums, in dem die FIFA mit der Suspendierung Nigerias gedroht hatte, nahm der nigerianische Präsident seine Sperre für die Nationalmannschaften und die Auflösung des Verbandes am 5. Juli 2010 zurück.
1996 war Nigeria für zwei Jahre vom afrikanischen Fußballverband CAF ausgeschlossen worden, nachdem die Mannschaft auf Anordnung des Militärdiktators Sani Abacha nicht an der Fußball-Afrikameisterschaft 1996 in Südafrika teilgenommen hatte.

### Gruppe C
| Pl. | Land      | Sp. | S | U | N | Tore    | Diff. | Punkte |
| --- | --------- | --- | - | - | - | ------- | ----- | ------ |
| 1.  | USA       | 3   | 1 | 2 | 0 | 004:300 | +1    | 05     |
| 2.  | England   | 3   | 1 | 2 | 0 | 002:100 | +1    | 05     |
| 3.  | Slowenien | 3   | 1 | 1 | 1 | 003:300 | ±0    | 04     |
| 4.  | Algerien  | 3   | 0 | 1 | 2 | 000:200 | −2    | 01     |

| Sa., 12. Juni 2010 um 20:30 Uhr in Rustenburg                        |   |           |           |
| England                                                              | – | USA       | 1:1 (1:1) |
| So., 13. Juni 2010 um 13:30 Uhr in Polokwane                         |   |           |           |
| Algerien                                                             | – | Slowenien | 0:1 (0:0) |
| Fr., 18. Juni 2010 um 16:00 Uhr in Johannesburg (Ellis-Park-Stadion) |   |           |           |
| Slowenien                                                            | – | USA       | 2:2 (2:0) |
| Fr., 18. Juni 2010 um 20:30 Uhr in Kapstadt                          |   |           |           |
| England                                                              | – | Algerien  | 0:0       |
| Mi., 23. Juni 2010 um 16:00 Uhr in Pretoria                          |   |           |           |
| USA                                                                  | – | Algerien  | 1:0 (0:0) |
| Mi., 23. Juni 2010 um 16:00 Uhr in Port Elizabeth                    |   |           |           |
| Slowenien                                                            | – | England   | 0:1 (0:1) |

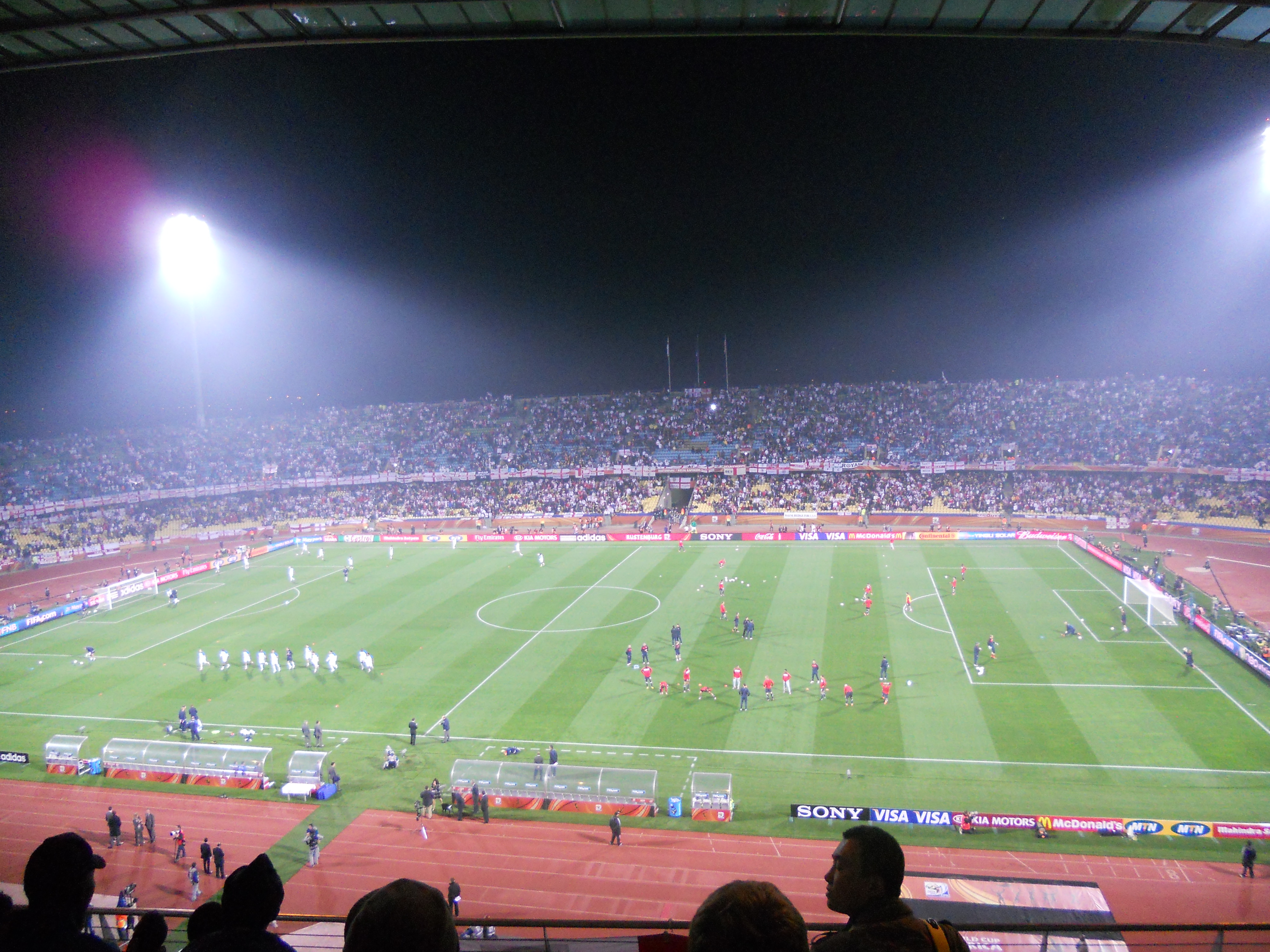
Vor dem Spiel England-USA am 12. Juni 2010

Eine der großen Überraschungen der Gruppenphase war der Gruppensieg der Amerikaner in Gruppe C. Obwohl man im Auftaktspiel gegen England schon nach 4 Minuten in Rückstand geriet, konnte das Ergebnis kurz vor der Pause egalisiert werden: Ein harmloser Schuss von Clint Dempsey in der 40. Minute rutschte Englands Torwart Robert Green durch die Handschuhe hindurch ins Tor. Die USA konnten das Ergebnis bis zum Abpfiff verteidigen, und der erste Punkt gegen die hochfavorisierten Engländer eingeholt werden. Auch im zweiten Spiel gegen Slowenien gerieten die Amerikaner früh in Rückstand, nach 13 Minuten schoss Birsa die Osteuropäer in Führung, ehe Ljubijankič kurz vor der Pause auf 2:0 erhöhte. Alles schien auf eine Niederlage der USA hinauszulaufen, doch die Amerikaner gaben sich kämpferisch und schafften kurz nach der Halbzeit durch Landon Donovan den Anschlusstreffer. Acht Minuten vor Schluss traf Michael Bradley, Sohn von Trainer Bob Bradley, zum 2:2-Ausgleich. Mit zwei Unentschieden mussten die Amerikaner das letzte Spiel gegen Algerien gewinnen, durch Englands Sieg gegen Slowenien hätte ein Unentschieden nicht gereicht. Doch danach sah es lange Zeit nicht aus, nachdem die Amerikaner nahezu fahrlässig mit der Chancenverwertung umgegangen waren. Erst in der Nachspielzeit gelang Landon Donovan der erlösende Treffer zum 1:0-Sieg, somit waren die USA nicht nur in der K.o.-Runde, sondern aufgrund der höheren Anzahl erzielter Treffer sogar Gruppenerster.
Die Engländer galten, auch aufgrund der souveränen Qualifikation, als sicherer Anwärter auf den Gruppensieg. Die englischen Medien belächelten die Gruppe im Vorfeld der WM als EASY (England, Algeria, Slovenia, Yanks). Doch bereits im ersten Spiel gegen die USA wurde man seiner Favoritenrolle keineswegs gerecht. Zwar gelang Liverpools Steven Gerrard früh die Führung, der Rest der Partie war allerdings fahrig. Somit konnte auch der Patzer von Torhüter Green nicht mehr ausgebessert werden, der erwartete Auftaktsieg blieb aus. Nach dem Patzer Greens wurde er für den weiteren Turnierverlauf durch David James ersetzt. Enttäuschenderweise gelang im zweiten Gruppenspiel keine Leistungssteigerung, gegen Algerien erspielten sich die Three Lions in einer schwachen Partie kaum Chancen. Mit zwei Unentschieden waren die Engländer im letzten Gruppenspiel gegen Slowenien unter Zugzwang, schafften es aber, die Führung durch ein Tor von Defoe in der 23. Minute über die Zeit zu retten. England hatte damit die gleiche Punkteanzahl wie die USA, aufgrund der weniger erzielten Tore reichte es aber nur zu Platz zwei in der Gruppe.
Für Slowenien begann das Turnier als Außenseiter der Gruppe C furios: Durch den 1:0-Sieg im Auftaktspiel gegen Algerien konnten die ersten drei Punkte eingeholt werden. Auch im zweiten Spiel gegen die USA führte man zur Pause bereits mit 2:0. Am Ende schafften die Amerikaner allerdings noch den Ausgleich, sodass der Einzug in die K.o.-Runde vom letzten Spiel gegen England abhing. In diesem Spiel konnte die slowenische Mannschaft aber nicht mehr an die guten Leistungen der vergangenen Spiele anknüpfen und verlor mit 0:1. Ein Unentschieden oder eine Niederlage der USA gegen Algerien hätte den Slowenen für den Achtelfinaleinzug gereicht, aber die USA gewannen zeitgleich gegen Algerien und somit war Slowenien als Gruppendritter ausgeschieden.
In der WM-Qualifikation konnte sich Algerien im Entscheidungsspiel überraschend gegen Ägypten durchsetzen, und damit nach 1982 und 1986 wieder bei einer WM-Endrunde teilnehmen. Doch bereits das erste Spiel gegen Slowenien ging mit 0:1 verloren. Den Engländern konnte man im zweiten Spiel zwar ein 0:0 abringen, doch Algeriens Chancen auf den Einzug ins Achtelfinale waren nur noch Theorie. Auch im letzten Spiel gegen die USA konnte man zwar lange mithalten, am Ende reichte das zumeist auf Abwehrarbeit reduzierte Spiel der Nordafrikaner nicht mehr. Die 0:1-Niederlage besiegelte Algeriens Ausscheiden, kein einziges Tor konnte erzielt werden.

### Gruppe D
| Pl. | Land        | Sp. | S | U | N | Tore    | Diff. | Punkte |
| --- | ----------- | --- | - | - | - | ------- | ----- | ------ |
| 1.  | Deutschland | 3   | 2 | 0 | 1 | 005:100 | +4    | 06     |
| 2.  | Ghana       | 3   | 1 | 1 | 1 | 002:200 | ±0    | 04     |
| 3.  | Australien  | 3   | 1 | 1 | 1 | 003:600 | −3    | 04     |
| 4.  | Serbien     | 3   | 1 | 0 | 2 | 002:300 | −1    | 03     |

| So., 13. Juni 2010 um 16:00 Uhr in Pretoria                   |   |             |           |
| Serbien                                                       | – | Ghana       | 0:1 (0:0) |
| So., 13. Juni 2010 um 20:30 Uhr in Durban                     |   |             |           |
| Deutschland                                                   | – | Australien  | 4:0 (2:0) |
| Fr., 18. Juni 2010 um 13:30 Uhr in Port Elizabeth             |   |             |           |
| Deutschland                                                   | – | Serbien     | 0:1 (0:1) |
| Sa., 19. Juni 2010 um 16:00 Uhr in Rustenburg                 |   |             |           |
| Ghana                                                         | – | Australien  | 1:1 (1:1) |
| Mi., 23. Juni 2010 um 20:30 Uhr in Nelspruit                  |   |             |           |
| Australien                                                    | – | Serbien     | 2:1 (0:0) |
| Mi., 23. Juni 2010 um 20:30 Uhr in Johannesburg (Soccer City) |   |             |           |
| Ghana                                                         | – | Deutschland | 0:1 (0:0) |

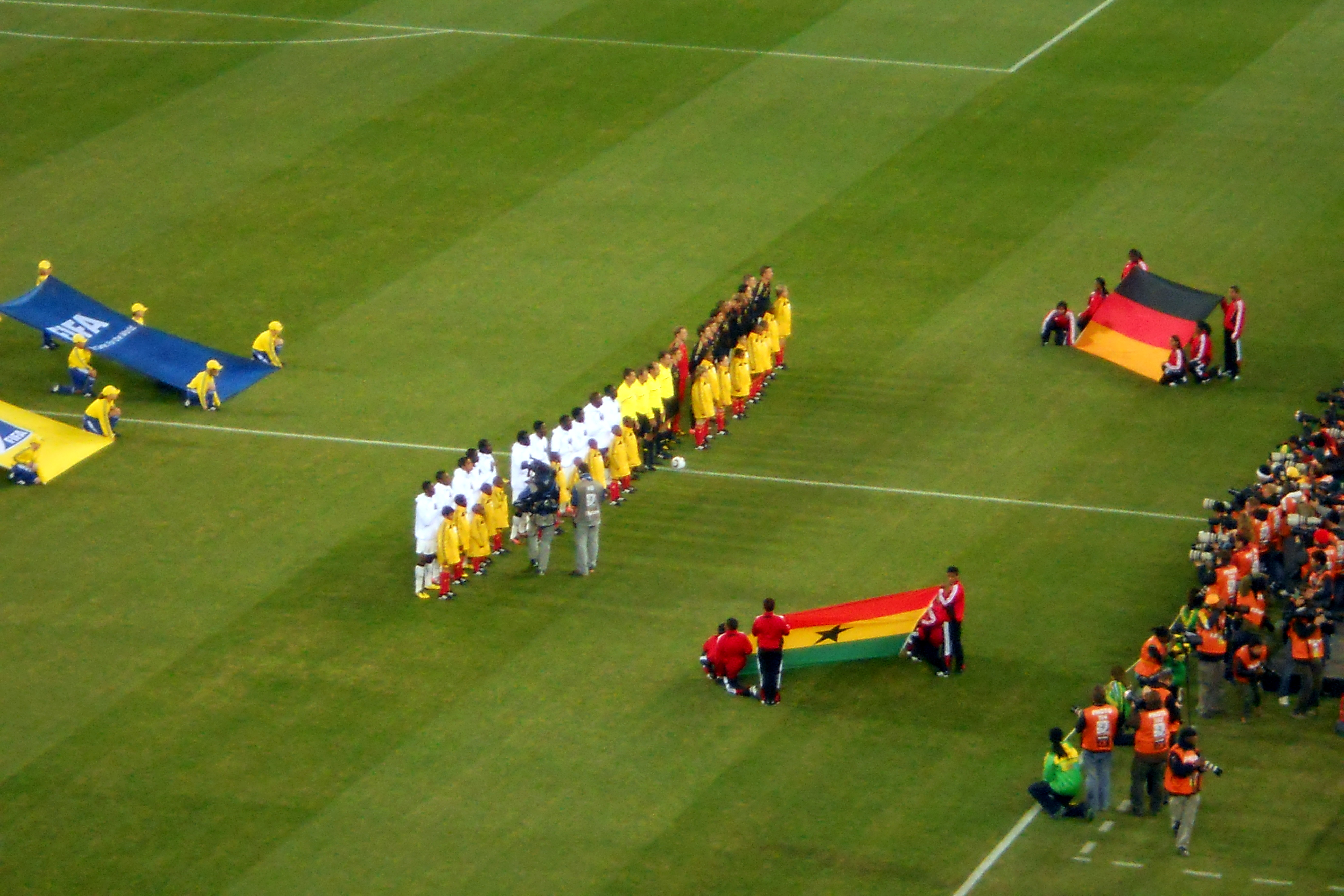
Die Mannschaften aus Ghana und Deutschland kurz vor Anpfiff

Die Gruppe D war die einzige Gruppe, in der jede Mannschaft mindestens ein Spiel gewinnen konnte.
Die favorisierte deutsche Mannschaft sicherte sich gegen Australien ein klares 4:0, wobei der spätere Torschützenkönig Thomas Müller mit dem Treffer zum 3:0 sein erstes Länderspieltor überhaupt erzielte. Gegen Serbien unterlag man unglücklich mit 0:1, wobei unter anderem der Platzverweis von Miroslav Klose nach zwei gelben Karten sehr unterschiedlich diskutiert wurde. Eine weitere Besonderheit in diesem Spiel war der verschossene Strafstoß von Lukas Podolski, wodurch zum ersten Mal seit Uli Stielike 1982 wieder ein deutscher Spieler bei einer Weltmeisterschaft einen Elfmeter verschoss. Im dritten Spiel musste die deutsche Mannschaft für ein sicheres Weiterkommen somit gewinnen, was nach einem schwachen Spiel durch ein Tor von Mesut Özil auch gelang.
Ghana konnte zwar in der gesamten Gruppenphase kein Tor aus dem Spiel heraus erzielen, erkämpfte aber durch je ein Elfmetertor gegen Serbien und Australien vier Punkte, was trotz einer 0:1-Niederlage gegen Deutschland zum Weiterkommen ausreichte. Dieses Spiel stellte ein Novum in der Geschichte der Fußballweltmeisterschaft dar, da sich mit Jérôme und Kevin-Prince Boateng erstmals zwei Brüder in einem WM-Spiel gegenüberstanden.
Serbien verlor das erste Spiel gegen Ghana unglücklich, konnte aber dank einer stärkeren Leistung gegen Deutschland einen Sieg holen, wobei Torwart Vladimir Stojković den von Podolski geschossenen Strafstoß hielt. Durch einen Sieg gegen Australien bzw. ein Remis, wenn das Spiel Deutschland gegen Ghana nicht unentschieden endete, hätte die serbische Mannschaft die K.o.-Runde sicher erreichen können. Jedoch verlor man trotz einer besseren ersten Halbzeit mit 1:2, wodurch Serbien mit drei Punkten ausschied.
Australien verlor gegen Deutschland mit 0:4. Im zweiten Spiel ging man zunächst in Führung, kassierte aber in derselben Halbzeit durch einen Handelfmeter noch den Ausgleich zum 1:1-Endstand. Schließlich schied man trotz eines Sieges gegen Serbien aus, da für ein Erreichen des Achtelfinales ein Sieg mit 4 Toren Vorsprung nötig gewesen wäre.

### Gruppe E
| Pl. | Land        | Sp. | S | U | N | Tore    | Diff. | Punkte |
| --- | ----------- | --- | - | - | - | ------- | ----- | ------ |
| 1.  | Niederlande | 3   | 3 | 0 | 0 | 005:100 | +4    | 09     |
| 2.  | Japan       | 3   | 2 | 0 | 1 | 004:200 | +2    | 06     |
| 3.  | Dänemark    | 3   | 1 | 0 | 2 | 003:600 | −3    | 03     |
| 4.  | Kamerun     | 3   | 0 | 0 | 3 | 002:500 | −3    | 0      |

| Mo., 14. Juni 2010 um 13:30 Uhr in Johannesburg (Soccer City) |   |             |           |
| Niederlande                                                   | – | Dänemark    | 2:0 (0:0) |
| Mo., 14. Juni 2010 um 16:00 Uhr in Bloemfontein               |   |             |           |
| Japan                                                         | – | Kamerun     | 1:0 (1:0) |
| Sa., 19. Juni 2010 um 13:30 Uhr in Durban                     |   |             |           |
| Niederlande                                                   | – | Japan       | 1:0 (0:0) |
| Sa., 19. Juni 2010 um 20:30 Uhr in Pretoria                   |   |             |           |
| Kamerun                                                       | – | Dänemark    | 1:2 (1:1) |
| Do., 24. Juni 2010 um 20:30 Uhr in Rustenburg                 |   |             |           |
| Dänemark                                                      | – | Japan       | 1:3 (0:2) |
| Do., 24. Juni 2010 um 20:30 Uhr in Kapstadt                   |   |             |           |
| Kamerun                                                       | – | Niederlande | 1:2 (0:1) |

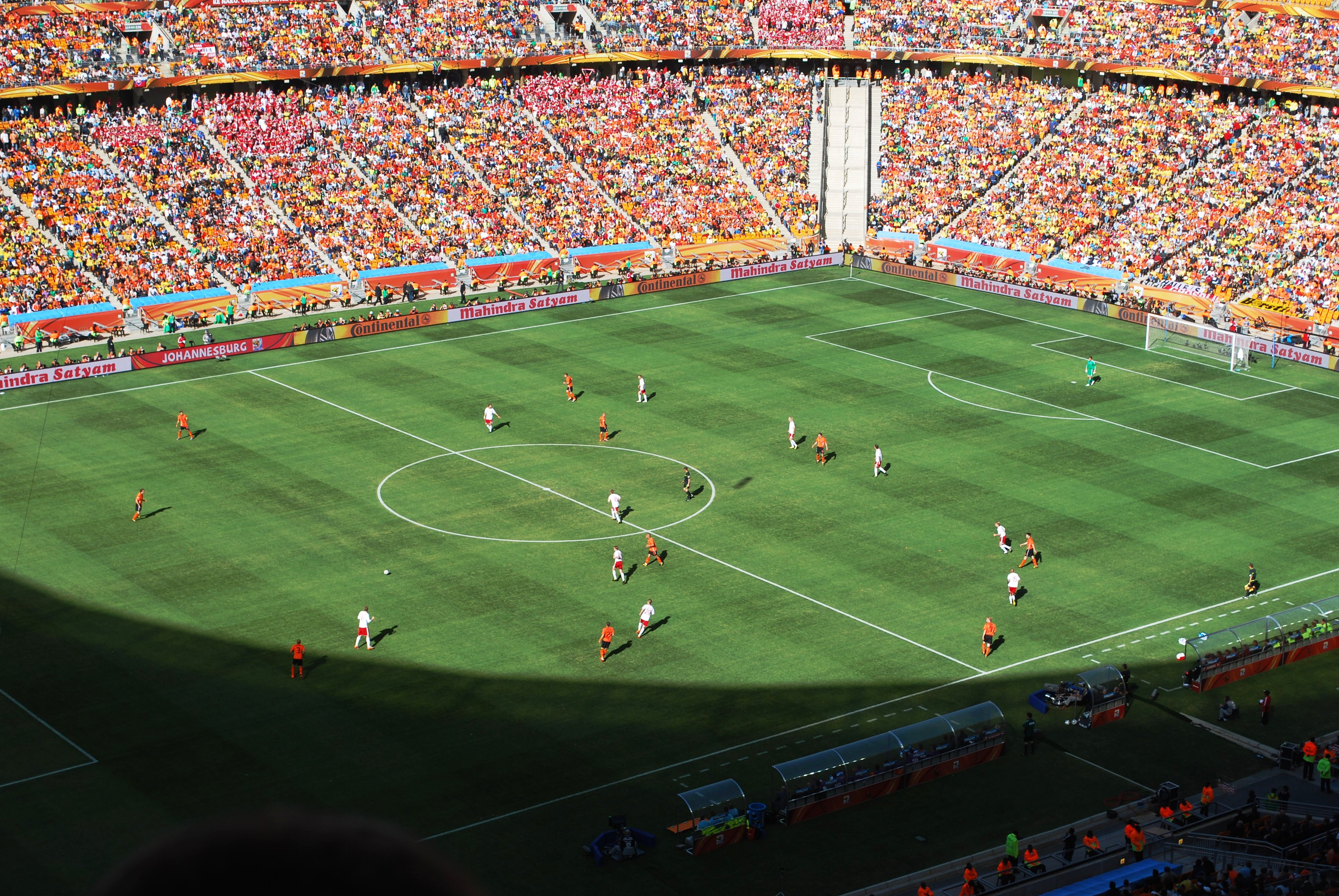
Szene aus dem Spiel Niederlande – Dänemark am 14. Juni 2010

Topfavorit der Gruppe E waren die Niederlande, auch aufgrund der souveränen Qualifikation mit acht Siegen in acht Spielen. Gegen sehr defensive Dänen wurde der Auftakt allerdings zum Geduldsspiel für Bert van Marwijk und seine Niederländer: Erst ein Eigentor von Daniel Agger kurz nach der Pause brachte Schwung in den niederländischen Angriffsfußball, Dirk Kuyt traf kurz vor Abpfiff zum 2:0. Auch das zweite Spiel gegen Japan verlief arm an Höhepunkten, die hochgelobte Offensive der Niederländer kam gegen dicht stehende Asiaten nur schwer in Fahrt. Ein Gewaltschuss von Sneijder in der 53. Minute landete im Tor von Kawashima und markierte den 1:0-Endstand.
Im letzten Spiel gegen Kamerun ging man durch einen Treffer von van Persie nach einer knappen halben Stunde in Führung, doch ein Handspiel von Rafael van der Vaart brachte den Kamerunern in der 65. Minute einen Elfmeter, den Eto’o zum Ausgleich verwandelte. Der lange verletzte Arjen Robben feierte in der 73. Minute mit seiner Einwechslung seinen WM-Auftakt, und nur zehn Minuten später gelang ihm die Vorlage zur 1:2-Führung, die Huntelaar einnetzte. Somit waren die Niederlande Erster der Gruppe E und zusammen mit Argentinien die einzige Mannschaft, die alle Gruppenspiele gewann.
Das erste Spiel der Japaner gegen Kamerun gestaltete sich sehr fahrig, mit wenig Offensivdrang beider Mannschaften. In der 38. Minute schoss Keisuke Honda das 1:0 für die Asiaten, das einzige Highlight der Partie und gleichzeitig der Endstand. Gegen die Niederländer musste man im zweiten Spiel zwar eine Niederlage hinnehmen, trotzdem konnte sich Japan im letzten Gruppenspiel noch für die K.o.-Runde qualifizieren. Gegen Dänemark stand es nach zwei Freistoßtoren von Honda und Endō schon nach einer knappen halben Stunde 2:0. Ein verwandelter Foulelfmeter von Tomasson kurz vor Schluss brachte die Dänen nochmals heran, doch in der 89. Minute schoss der eingewechselte Okazaki das Tor zum 1:3-Endstand, und damit Japan ins Achtelfinale.
Lange konnten die Dänen im Auftaktspiel mit den Niederländern mithalten, doch ein Eigentor von Agger nahm ihnen den Wind aus den Segeln, das Spiel wurde mit 2:0 verloren. Im zweiten Spiel gegen Kamerun lag man schon nach zehn Minuten in Rückstand, doch Tore von Bendtner und Rommedahl brachten die Dänen zurück, das Spiel konnte mit 2:1 gewonnen werden. Somit war im letzten Spiel gegen Japan für die Mannschaft von Morten Olsen noch der zweite Platz drin, doch am Ende musste man sich mit 1:3 geschlagen geben und als Gruppendritter nach der Gruppenphase die WM beenden.
Nachdem Kameruns Starspieler Samuel Eto’o kurz vor der WM aufgrund der Kritik von Roger Milla mit Boykott gedroht hatte, entstand schon im Vorfeld viel Unruhe in der und um die Mannschaft. Am Ende stand Eto’o doch im Kader, jedoch konnte Kamerun zu keinem Zeitpunkt die hohen Erwartungen des Landes erfüllen. Alle drei Gruppenspiele gingen verloren. Kamerun beendete die erste WM auf dem eigenen Kontinent als schlechteste afrikanische Mannschaft.

### Gruppe F
| Pl. | Land       | Sp. | S | U | N | Tore    | Diff. | Punkte |
| --- | ---------- | --- | - | - | - | ------- | ----- | ------ |
| 1.  | Paraguay   | 3   | 1 | 2 | 0 | 003:100 | +2    | 05     |
| 2.  | Slowakei   | 3   | 1 | 1 | 1 | 004:500 | −1    | 04     |
| 3.  | Neuseeland | 3   | 0 | 3 | 0 | 002:200 | ±0    | 03     |
| 4.  | Italien    | 3   | 0 | 2 | 1 | 004:500 | −1    | 02     |

| Mo., 14. Juni 2010 um 20:30 Uhr in Kapstadt                          |   |            |           |
| Italien                                                              | – | Paraguay   | 1:1 (0:1) |
| Di., 15. Juni 2010 um 13:30 Uhr in Rustenburg                        |   |            |           |
| Neuseeland                                                           | – | Slowakei   | 1:1 (0:0) |
| So., 20. Juni 2010 um 13:30 Uhr in Bloemfontein                      |   |            |           |
| Slowakei                                                             | – | Paraguay   | 0:2 (0:1) |
| So., 20. Juni 2010 um 16:00 Uhr in Nelspruit                         |   |            |           |
| Italien                                                              | – | Neuseeland | 1:1 (1:1) |
| Do., 24. Juni 2010 um 16:00 Uhr in Johannesburg (Ellis-Park-Stadion) |   |            |           |
| Slowakei                                                             | – | Italien    | 3:2 (1:0) |
| Do., 24. Juni 2010 um 16:00 Uhr in Polokwane                         |   |            |           |
| Paraguay                                                             | – | Neuseeland | 0:0       |

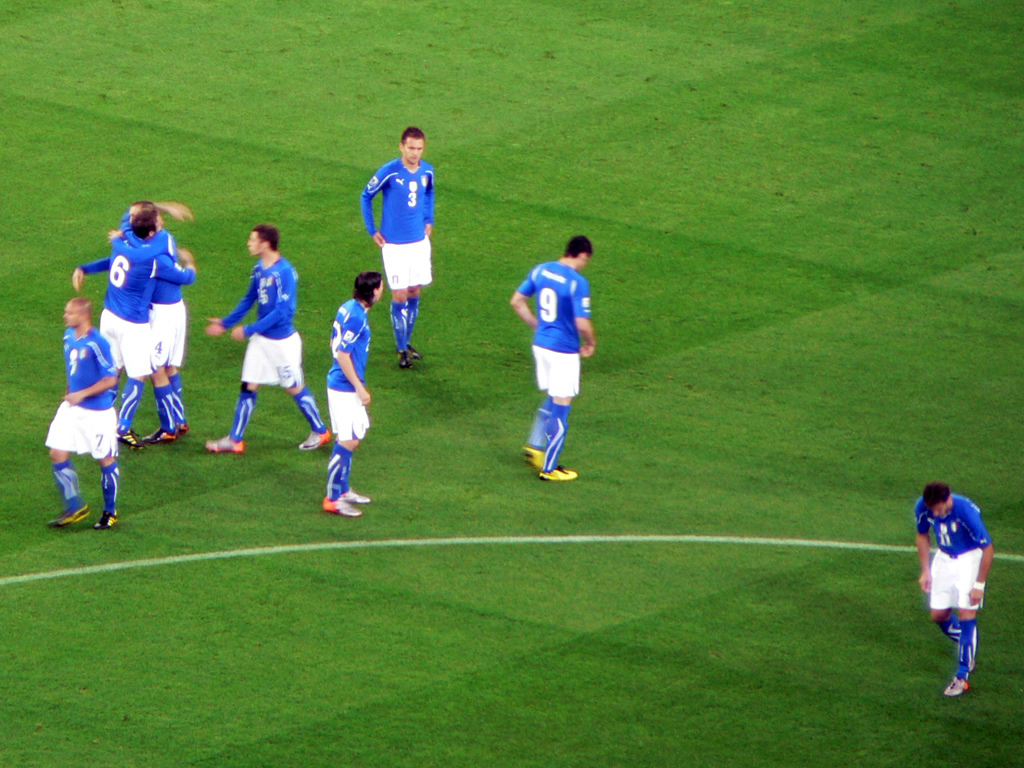
Die Italienische Mannschaft am 14. Juni beim Spiel gegen Paraguay, das mit einem Unentschieden endete

Nach Vizeweltmeister Frankreich in Gruppe A schied mit Italien auch der amtierende Weltmeister aus. Für Italien war dies zugleich das erste Aus in der Gruppenphase seit der WM 1974. Italien war damit der vierte Titelverteidiger seit 1950 (ebenfalls Italien), 1966 (Brasilien) und 2002 (Frankreich), der in der ersten Runde ausschied. Die Slowakei erreichte durch ihren Sieg über Italien nach drei gescheiterten WM-Qualifikationsversuchen bei ihrer ersten Teilnahme als eigenständige Nation auf Anhieb das Achtelfinale. Neuseeland konnte bei seiner zweiten WM-Teilnahme nach der WM 1982 seine ersten Punkte bei einer Weltmeisterschaft erzielen und beendete als einzige Mannschaft ungeschlagen das Turnier, denn selbst Weltmeister Spanien verlor in der Gruppenphase das Spiel gegen die Schweiz.
Neuseeland ist damit die fünfte Mannschaft, die ungeschlagen aus der Gruppenphase ausschied (nach 1958 (England), 1974 (Schottland), 1982 (Kamerun) und 1998 (Belgien)).

### Gruppe G
| Pl. | Land           | Sp. | S | U | N | Tore    | Diff. | Punkte |
| --- | -------------- | --- | - | - | - | ------- | ----- | ------ |
| 1.  | Brasilien      | 3   | 2 | 1 | 0 | 005:200 | +3    | 07     |
| 2.  | Portugal       | 3   | 1 | 2 | 0 | 007:000 | +7    | 05     |
| 3.  | Elfenbeinküste | 3   | 1 | 1 | 1 | 004:300 | +1    | 04     |
| 4.  | Nordkorea      | 3   | 0 | 0 | 3 | 001:120 | −11   | 0      |

| Di., 15. Juni 2010 um 16:00 Uhr in Port Elizabeth                    |   |                |           |
| Elfenbeinküste                                                       | – | Portugal       | 0:0       |
| Di., 15. Juni 2010 um 20:30 Uhr in Johannesburg (Ellis-Park-Stadion) |   |                |           |
| Brasilien                                                            | – | Nordkorea      | 2:1 (0:0) |
| So., 20. Juni 2010 um 20:30 Uhr in Johannesburg (Soccer City)        |   |                |           |
| Brasilien                                                            | – | Elfenbeinküste | 3:1 (1:0) |
| Mo., 21. Juni 2010 um 13:30 Uhr in Kapstadt                          |   |                |           |
| Portugal                                                             | – | Nordkorea      | 7:0 (1:0) |
| Fr., 25. Juni 2010 um 16:00 Uhr in Durban                            |   |                |           |
| Portugal                                                             | – | Brasilien      | 0:0       |
| Fr., 25. Juni 2010 um 16:00 Uhr in Nelspruit                         |   |                |           |
| Nordkorea                                                            | – | Elfenbeinküste | 0:3 (0:2) |

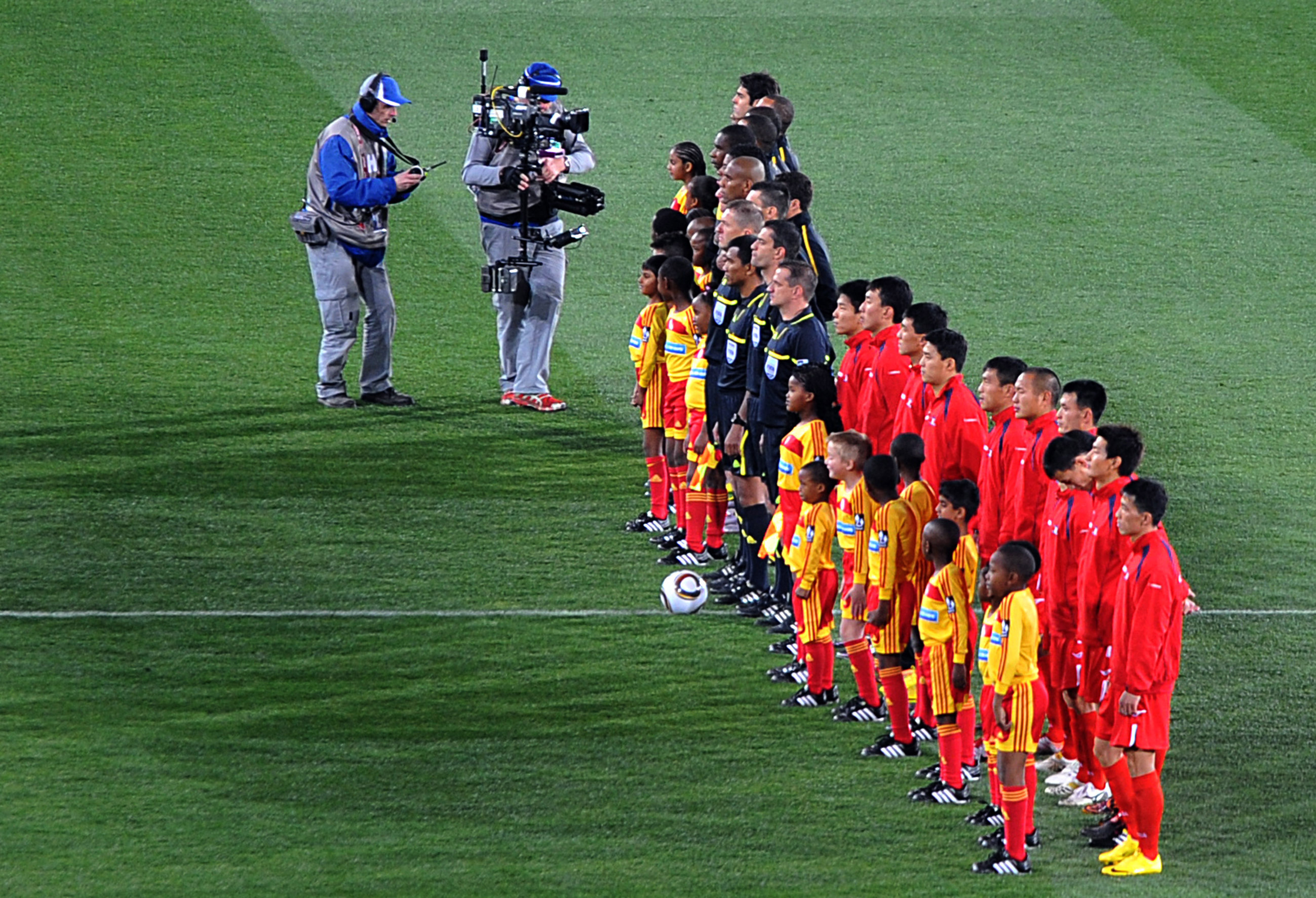
Die Mannschaften von Nordkorea (im Vordergrund) und Brasilien kurz vor dem Spiel

Brasilien galt vor dem Turnier – wie vor fast jeder Weltmeisterschaft – als einer der größten Favoriten auf den Gewinn des Titels. Im ersten Spiel gegen Nordkorea tat sich die Mannschaft mit ihrer neuen, bodenständigeren Spielweise jedoch ungewöhnlich schwer und konnte lange keinen Vorteil gegen die abwehrstarken Koreaner erringen. Erst in der zweiten Halbzeit gelangen die beiden Siegtore, allerdings konnte Nordkorea in der 89. Minute noch auf 1:2 verkürzen. Die Partie gegen die Elfenbeinküste gewann man trotz einer gelb-roten Karte für Spielmacher Kaká mit 3:1, wobei Luís Fabiano das 2:0 allerdings regelwidrig unter Zuhilfenahme des Arms erzielte. Ein torloses Unentschieden gegen defensiv ausgerichtete Portugiesen sicherte schließlich den Gruppensieg.
Portugal enttäuschte als Mitfavorit im ersten Spiel gegen die Elfenbeinküste mit einem 0:0. Enttäuschenderweise war diese Partie eher von Fouls und unfairen Gesten als von spielerischer Klasse geprägt. Gegen Nordkorea offenbarten sich jedoch die Fähigkeiten der Mannschaft, der Außenseiter wurde mit 7:0 überrollt. Aufgrund der sehr guten Tordifferenz war der zweite Gruppenplatz nahezu sicher. Lediglich bei einem äußerst hohen Sieg der Elfenbeinküste und einer klaren Niederlage gegen Brasilien wäre das Weiterkommen noch in Gefahr gewesen. Die letzte Gruppenpartie endete nach ausgeglichenem und wenig spektakulärem Spielverlauf mit einem 0:0, womit beide Mannschaften ihren Tabellenplatz verteidigen konnten.
Die Elfenbeinküste schied wie schon 2006 in einer starken Gruppe recht unglücklich aus. Dem 0:0 gegen Portugal folgte trotz ansprechender Leistung eine Niederlage gegen Brasilien, bei der man vom überforderten Schiedsrichter Stéphane Lannoy klar benachteiligt wurde. Didier Drogba konnte in dieser Partie nur den Ehrentreffer erzielen. Im letzten Spiel gegen Nordkorea war die Elfenbeinküste klar überlegen und feierte einen ungefährdeten Sieg, der aber wegen des Unentschiedens zwischen Portugal und Brasilien keinen Effekt mehr hatte.
Dem Außenseiter Nordkorea wurden in dieser Gruppe keine großen Chancen eingeräumt. Das knappe 1:2 gegen Brasilien wurde jedoch als Achtungserfolg angesehen, weshalb man sich im totalitären Heimatland – in dem Spiele normalerweise nur zeitversetzt gesendet werden, um sie bei unliebsamen Ergebnissen aus dem Programm streichen zu können – dazu entschloss, das Spiel gegen Portugal live zu senden. Man erhoffte eine Revanche für das Viertelfinalspiel 1966, das Nordkorea trotz einer 3:0-Führung am Ende mit 3:5 verlor. Ironischerweise blieb das Spiel gegen die starken Brasilianer jedoch das Beste der koreanischen Mannschaft, die Neuauflage gegen Portugal endete mit einem desaströsen 0:7. Der nordkoreanische Kommentator schwieg nach dem vierten Tor, nach dem Abpfiff wurde die Sendung kommentarlos beendet. Auch im letzten Spiel gegen die Elfenbeinküste hatte die Mannschaft keinen Erfolg mehr und verlor mit 0:3, womit sie mit der schlechtesten Tordifferenz aller WM-Mannschaften in der Gruppenphase ausschied.

Bereits nach dem Spiel gegen Portugal wurden Gerüchte laut, dass die koreanische Mannschaft im Heimatland für ihre unzureichenden Leistungen bestraft werden könnte. Die FIFA leitete eine Untersuchung in die Wege, stellte sie allerdings später wieder ein, da sich keine verdachtserhärtenden Hinweise ergaben.

### Gruppe H
| Pl. | Land     | Sp. | S | U | N | Tore    | Diff. | Punkte |
| --- | -------- | --- | - | - | - | ------- | ----- | ------ |
| 1.  | Spanien  | 3   | 2 | 0 | 1 | 004:200 | +2    | 06     |
| 2.  | Chile    | 3   | 2 | 0 | 1 | 003:200 | +1    | 06     |
| 3.  | Schweiz  | 3   | 1 | 1 | 1 | 001:100 | ±0    | 04     |
| 4.  | Honduras | 3   | 0 | 1 | 2 | 000:300 | −3    | 01     |

| Mi., 16. Juni 2010 um 13:30 Uhr in Nelspruit                         |   |          |           |
| Honduras                                                             | – | Chile    | 0:1 (0:1) |
| Mi., 16. Juni 2010 um 16:00 Uhr in Durban                            |   |          |           |
| Spanien                                                              | – | Schweiz  | 0:1 (0:0) |
| Mo., 21. Juni 2010 um 16:00 Uhr in Port Elizabeth                    |   |          |           |
| Chile                                                                | – | Schweiz  | 1:0 (0:0) |
| Mo., 21. Juni 2010 um 20:30 Uhr in Johannesburg (Ellis-Park-Stadion) |   |          |           |
| Spanien                                                              | – | Honduras | 2:0 (1:0) |
| Fr., 25. Juni 2010 um 20:30 Uhr in Pretoria                          |   |          |           |
| Chile                                                                | – | Spanien  | 1:2 (0:2) |
| Fr., 25. Juni 2010 um 20:30 Uhr in Bloemfontein                      |   |          |           |
| Schweiz                                                              | – | Honduras | 0:0       |

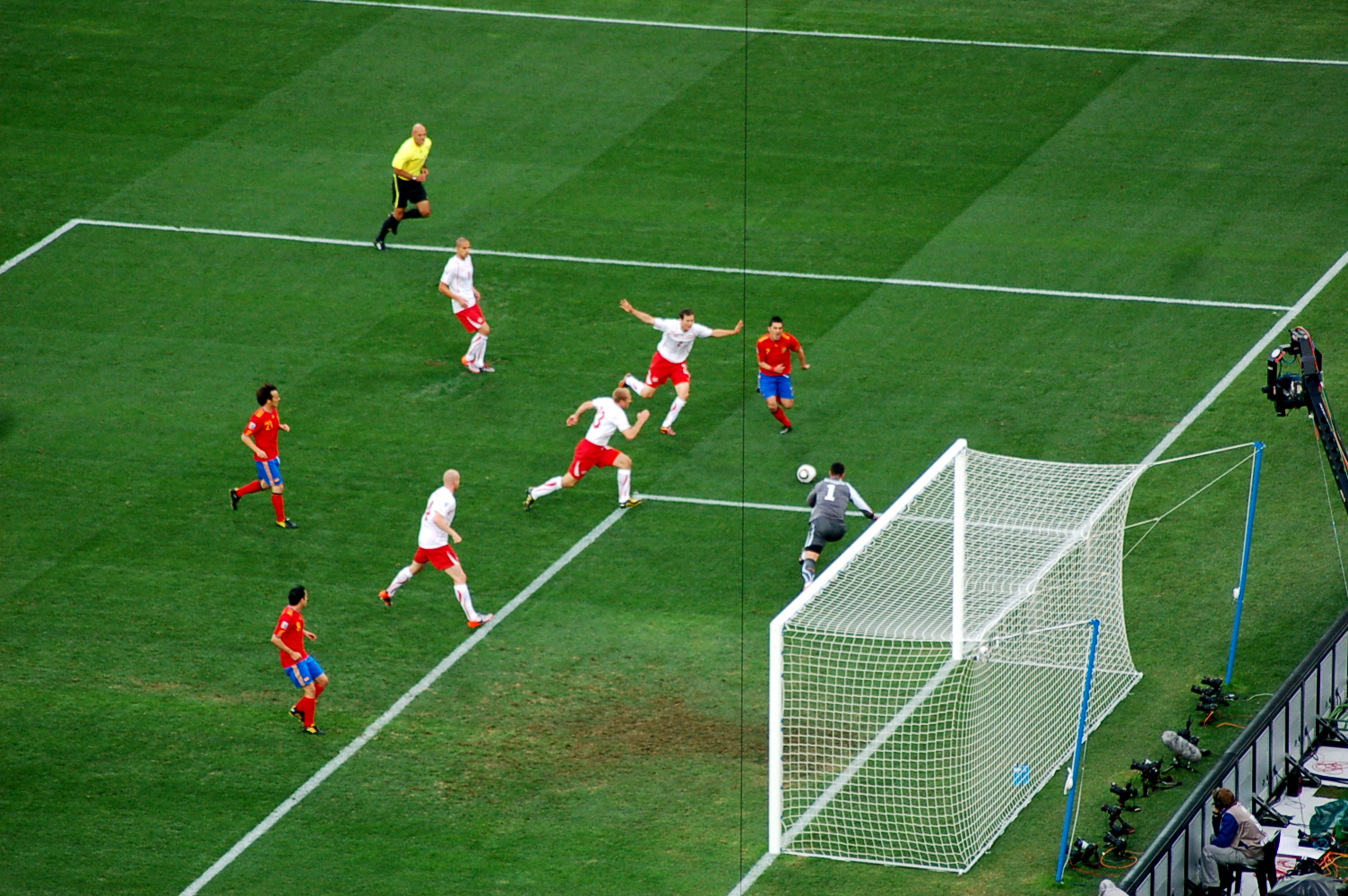
Szene aus dem Spiel Schweiz-Spanien

Spanien galt als der klare Favorit der Gruppe H, da das Land bereits die Fußball-Europameisterschaft 2008 gewonnen hatte und eine hervorragende Qualifikation gespielt hatte. Umso überraschender war die 0:1-Auftaktniederlage der Mannschaft gegen die Schweiz, die zum einen dem Unvermögen der spanischen Mannschaft, ihren Ballbesitz zu verwerten, als auch der soliden Schweizer Defensive zu verdanken war. Gegen Honduras steigerte sich die Mannschaft dann allerdings und gewann mit einem 2:0, ebenso wie gegen Chile mit 2:1. Drei der Tore erzielte Stürmer David Villa, der später mit 5 Toren zu den besten Schützen des Turniers gehören sollte.
Chile gewann das erste Spiel überlegen mit 1:0, ebenso wie gegen die Schweizer, wodurch man mit einem Unentschieden gegen Spanien den Achtelfinaleinzug sicherstellen konnte. Trotz einer recht starken Leistung, bei der Rodrigo Millar einen der zwei einzigen spanischen Gegentreffer überhaupt erzielte, verlor Chile das Spiel. Weil aber die Schweiz im letzten Spiel gegen Honduras nicht gewinnen konnte, erreichte Chile trotzdem das Achtelfinale.
Die Schweiz glänzte zwar besonders gegen Spanien mit einer gut ausgebildeten Defensive, wies aber während der gesamten Gruppenphase teils gravierende Schwächen in der Offensive auf. Gewann man gegen Spanien durch ein etwas kurioses Kontertor von Gelson Fernandes, fing man sich seinerseits im Spiel gegen Chile einen Treffer ein. Zuvor hatte die Schweiz mit insgesamt 558 Minuten ohne Gegentor bei Weltmeisterschaften den Rekord von Italien überboten. Mit einem Sieg mit zwei Toren Differenz gegen Honduras hätte die Schweiz den Achtelfinaleinzug klarstellen können, doch es reichte nur zu einem 0:0, wodurch die Mannschaft trotz des Sieges über den Europameister als Drittplatzierter ausschied.
Honduras machte in seinen Spielen keine sonderlich gute Figur und verlor 0:1 und 0:2 gegen Chile und Spanien. Lediglich gegen schwache Schweizer konnte man mit einer besseren Leistung aufwarten und letztlich noch einen Punkt sichern.

## Finalrunde

### Spielplan Finalrunde
|  | Achtelfinale    | Achtelfinale |             |             | Viertelfinale    | Viertelfinale |  |  | Halbfinale | Halbfinale |  |  | Finale | Finale |
|  |                 |              |             |             |                  |               |  |  |            |            |  |  |        |        |
|  |                 |              |             |             |                  |               |  |  |            |            |  |  |        |        |
|  | A1: Uruguay     | 2            |             |             |                  |               |  |  |            |            |  |  |        |        |
|  | A1: Uruguay     | 2            |             |             |                  |               |  |  |            |            |  |  |        |        |
|  | B2: Südkorea    | 1            |             |             |                  |               |  |  |            |            |  |  |        |        |
|  | B2: Südkorea    | 1            | Uruguay     | 21 (4)2     |                  |               |  |  |            |            |  |  |        |        |
|  |                 |              | Uruguay     | 21 (4)2     |                  |               |  |  |            |            |  |  |        |        |
|  |                 | Ghana        | 1 (2)       |             |                  |               |  |  |            |            |  |  |        |        |
|  | C1: USA         | Ghana        | 1 (2)       | 1           |                  |               |  |  |            |            |  |  |        |        |
|  | C1: USA         |              |             | 1           |                  |               |  |  |            |            |  |  |        |        |
|  | D2: Ghana       | 121          |             |             |                  |               |  |  |            |            |  |  |        |        |
|  | D2: Ghana       | 121          | Uruguay     | 2           |                  |               |  |  |            |            |  |  |        |        |
|  |                 |              | Uruguay     | 2           |                  |               |  |  |            |            |  |  |        |        |
|  |                 | Niederlande  | 3           |             |                  |               |  |  |            |            |  |  |        |        |
|  | E1: Niederlande | Niederlande  | 3           | 2           |                  |               |  |  |            |            |  |  |        |        |
|  | E1: Niederlande |              |             | 2           |                  |               |  |  |            |            |  |  |        |        |
|  | F2: Slowakei    | 1            |             |             |                  |               |  |  |            |            |  |  |        |        |
|  | F2: Slowakei    | 1            | Niederlande | 2           |                  |               |  |  |            |            |  |  |        |        |
|  |                 |              | Niederlande | 2           |                  |               |  |  |            |            |  |  |        |        |
|  |                 | Brasilien    | 1           |             |                  |               |  |  |            |            |  |  |        |        |
|  | G1: Brasilien   | Brasilien    | 1           | 3           |                  |               |  |  |            |            |  |  |        |        |
|  | G1: Brasilien   |              |             | 3           |                  |               |  |  |            |            |  |  |        |        |
|  | H2: Chile       | 0            |             |             |                  |               |  |  |            |            |  |  |        |        |
|  | H2: Chile       | 0            | Niederlande | 0           |                  |               |  |  |            |            |  |  |        |        |
|  |                 |              | Niederlande | 0           |                  |               |  |  |            |            |  |  |        |        |
|  |                 | Spanien      | 1           |             |                  |               |  |  |            |            |  |  |        |        |
|  | B1: Argentinien | Spanien      | 1           | 3           |                  |               |  |  |            |            |  |  |        |        |
|  | B1: Argentinien |              |             | 3           |                  |               |  |  |            |            |  |  |        |        |
|  | A2: Mexiko      | 1            |             |             |                  |               |  |  |            |            |  |  |        |        |
|  | A2: Mexiko      | 1            | Argentinien | 0           |                  |               |  |  |            |            |  |  |        |        |
|  |                 |              | Argentinien | 0           |                  |               |  |  |            |            |  |  |        |        |
|  |                 | Deutschland  | 4           |             |                  |               |  |  |            |            |  |  |        |        |
|  | D1: Deutschland | Deutschland  | 4           | 4           |                  |               |  |  |            |            |  |  |        |        |
|  | D1: Deutschland |              |             | 4           |                  |               |  |  |            |            |  |  |        |        |
|  | C2: England     | 1            |             |             |                  |               |  |  |            |            |  |  |        |        |
|  | C2: England     | 1            | Deutschland | 0           |                  |               |  |  |            |            |  |  |        |        |
|  |                 |              | Deutschland | 0           |                  |               |  |  |            |            |  |  |        |        |
|  |                 | Spanien      | 1           |             |                  |               |  |  |            |            |  |  |        |        |
|  | F1: Paraguay    | Spanien      | 1           | 20 (5)2     |                  |               |  |  |            |            |  |  |        |        |
|  | F1: Paraguay    |              |             | 20 (5)2     |                  |               |  |  |            |            |  |  |        |        |
|  | E2: Japan       | 0 (3)        |             |             |                  |               |  |  |            |            |  |  |        |        |
|  | E2: Japan       | 0 (3)        | Paraguay    | 0           |                  |               |  |  |            |            |  |  |        |        |
|  |                 |              | Paraguay    | 0           | Spiel um Platz 3 |               |  |  |            |            |  |  |        |        |
|  |                 | Spanien      | 1           |             |                  |               |  |  |            |            |  |  |        |        |
|  | H1: Spanien     | Spanien      | 1           | 1           | Uruguay          | 2             |  |  |            |            |  |  |        |        |
|  | H1: Spanien     |              |             | 1           | Uruguay          | 2             |  |  |            |            |  |  |        |        |
|  | G2: Portugal    | 0            |             | Deutschland | 3                |               |  |  |            |            |  |  |        |        |

1 Sieg nach Verlängerung
2 Entscheidung im Elfmeterschießen

### Achtelfinale
| Sa., 26. Juni 2010 um 16:00 Uhr in Port Elizabeth             |   |          |                      |
| Uruguay                                                       | – | Südkorea | 2:1 (1:0)            |
| Sa., 26. Juni 2010 um 20:30 Uhr in Rustenburg                 |   |          |                      |
| Vereinigte Staaten                                            | – | Ghana    | 1:2 n. V. (1:1, 0:1) |
| So., 27. Juni 2010 um 16:00 Uhr in Bloemfontein               |   |          |                      |
| Deutschland                                                   | – | England  | 4:1 (2:1)            |
| So., 27. Juni 2010 um 20:30 Uhr in Johannesburg (Soccer City) |   |          |                      |
| Argentinien                                                   | – | Mexiko   | 3:1 (2:0)            |
| Mo., 28. Juni 2010 um 16:00 Uhr in Durban                     |   |          |                      |
| Niederlande                                                   | – | Slowakei | 2:1 (1:0)            |
| Mo., 28. Juni 2010 um 20:30 Uhr in Johannesburg (Ellis Park)  |   |          |                      |
| Brasilien                                                     | – | Chile    | 3:0 (2:0)            |
| Di., 29. Juni 2010 um 16:00 Uhr in Pretoria                   |   |          |                      |
| Paraguay                                                      | – | Japan    | 0:0 n. V., 5:3 i. E. |
| Di., 29. Juni 2010 um 20:30 Uhr in Kapstadt                   |   |          |                      |
| Spanien                                                       | – | Portugal | 1:0 (0:0)            |

Alle Gruppenersten außer den Vereinigten Staaten siegten im Achtelfinale. Einziger Gruppenzweiter, der das Viertelfinale erreichte, war Ghana.

### Viertelfinale
| Fr., 2. Juli 2010 um 16:00 Uhr in Port Elizabeth             |   |             |                                 |
| Niederlande                                                  | – | Brasilien   | 2:1 (0:1)                       |
| Fr., 2. Juli 2010 um 20:30 Uhr in Johannesburg (Soccer City) |   |             |                                 |
| Uruguay                                                      | – | Ghana       | 1:1 n. V. (1:1, 0:1), 4:2 i. E. |
| Sa., 3. Juli 2010 um 16:00 Uhr in Kapstadt                   |   |             |                                 |
| Argentinien                                                  | – | Deutschland | 0:4 (0:1)                       |
| Sa., 3. Juli 2010 um 20:30 Uhr in Johannesburg (Ellis Park)  |   |             |                                 |
| Paraguay                                                     | – | Spanien     | 0:1 (0:0)                       |

### Halbfinale
| Di., 6. Juli 2010 um 20:30 Uhr in Kapstadt |   |             |           |
| Uruguay                                    | – | Niederlande | 2:3 (1:1) |
| Mi., 7. Juli 2010 um 20:30 Uhr in Durban   |   |             |           |
| Deutschland                                | – | Spanien     | 0:1 (0:0) |

### Spiel um Platz 3
| Sa., 10. Juli 2010 um 20:30 Uhr in Port Elizabeth |   |             |           |
| Uruguay                                           | – | Deutschland | 2:3 (1:1) |

Zum ersten Mal gab es eine Neuauflage im Spiel um Platz 3, nämlich die der Begegnung von 1970. Bis dahin war jede Paarung
in dieser Runde einmalig. Zudem wurde Deutschland als erste Mannschaft zum zweiten Mal in Folge WM-Dritter.

### Finale
| Niederlande                                              | Niederlande | Spanien | Spanien | Aufstellung                           |
| -------------------------------------------------------- | --- | --- | ------- | ------------------------------------- |
| Niederlande                                              | \| Finale \| \| 11. Juli 2010 um 20:30 Uhr in Johannesburg (Soccer City) \| \| Ergebnis: 0:1 n. V. \| \| Zuschauer: 84.490 \| \| Schiedsrichter: Howard Webb ( England) \| \| Spielbericht \| | \| Finale \| \| 11. Juli 2010 um 20:30 Uhr in Johannesburg (Soccer City) \| \| Ergebnis: 0:1 n. V. \| \| Zuschauer: 84.490 \| \| Schiedsrichter: Howard Webb ( England) \| \| Spielbericht \|                                                    | Spanien | Aufstellung Niederlande gegen Spanien |
| Niederlande                                              | Maarten Stekelenburg – Gregory van der Wiel, John Heitinga, Joris Mathijsen, Giovanni van Bronckhorst (105. Edson Braafheid) – Mark van Bommel, Nigel de Jong (99. Rafael van der Vaart) – Arjen Robben, Wesley Sneijder, Dirk Kuyt (71. Eljero Elia) – Robin van Persie Cheftrainer: Bert van Marwijk | Iker Casillas – Sergio Ramos, Gerard Piqué, Carles Puyol, Joan Capdevila – Sergio Busquets, Xabi Alonso (87. Cesc Fàbregas) – Andrés Iniesta, Xavi, Pedro (60. Jesús Navas) – David Villa (106. Fernando Torres) Cheftrainer: Vicente del Bosque | Spanien | Aufstellung Niederlande gegen Spanien |
| Niederlande                                              | 0:1 Iniesta (116.) | | Spanien | Aufstellung Niederlande gegen Spanien |
| Niederlande                                              | van Persie (15.), van Bommel (22.), de Jong (28.), van Bronckhorst (54.), Heitinga (57.), Robben (84.), van der Wiel (111.), Mathijsen (117.) | Puyol (16.), Ramos (23.), Capdevila (67.), Iniesta (118.), Xavi (120.+1') | Spanien | Aufstellung Niederlande gegen Spanien |
| Niederlande                                              | Heitinga (109.) | | Spanien | Aufstellung Niederlande gegen Spanien |
| Niederlande                                              | Spieler des Spiels: Iniesta (Spanien) | | Spanien | Aufstellung Niederlande gegen Spanien |
| Finale                                                   | | |         |                                       |
| 11. Juli 2010 um 20:30 Uhr in Johannesburg (Soccer City) | | |         |                                       |
| Ergebnis: 0:1 n. V.                                      | | |         |                                       |
| Zuschauer: 84.490                                        | | |         |                                       |
| Schiedsrichter: Howard Webb ( England)                   | | |         |                                       |
| Spielbericht                                             | | |         |                                       |

Zum ersten Mal seit 1978 standen wieder zwei Mannschaften im Finale, die beide bis dahin noch nie Weltmeister geworden waren. Mit dem Sieg der Spanier wurde eine zweite Parallele zur WM 1978 aufgestellt: Seitdem war es das erste Mal, dass eine Mannschaft Weltmeister wurde, obwohl sie im Laufe des Turniers eine Niederlage hatte einstecken müssen. Dass eine Mannschaft nach einer Auftaktniederlage noch Weltmeister wurde, war hingegen ein Novum.
Zum ersten Mal seit 1962 blieb der WM-Pokal auf demselben Kontinent, nämlich in Europa. Dabei wechselte er zum ersten Mal überhaupt das Land, aber nicht den Kontinent. Mit Spanien wurde zudem erstmals eine europäische Mannschaft bei einer Endrunde außerhalb Europas Weltmeister.

## Beste Torschützen
Die Reihenfolge der Einzelspieler richtet sich nach den Kriterien der FIFA für den „Goldenen Schuh“. Dabei zählen zuerst die erzielten Treffer. Sind diese gleich, entscheidet die Anzahl der Vorlagen. Ist auch diese gleich, wird der Spieler mit den geringeren Einsatzminuten höher bewertet.
| \| Rang \| Spieler \| Tore \| Vorlagen \| Spielzeit \| \| ---- \| --------------------------------- \| ---- \| -------- \| --------- \| \| 1 \| Thomas Müller „Goldener Schuh“ \| 5 \| 3 \| 473 \| \| 2 \| David Villa „Silberner Schuh“ \| 5 \| 1 \| 635 \| \| 3 \| Wesley Sneijder „Bronzener Schuh“ \| 5 \| 1 \| 652 \| \| 4 \| Diego Forlán \| 5 \| 1 \| 654 \| \| 5 \| Gonzalo Higuaín \| 4 \| 0 \| 341 \| \| 6 \| Róbert Vittek \| 4 \| 0 \| 353 \| \| 7 \| Miroslav Klose \| 4 \| 0 \| 357 \| \| 8 \| Luis Suárez \| 3 \| 2 \| 543 \| \| 9 \| Landon Donovan \| 3 \| 0 \| 390 \| \| 10 \| Luís Fabiano \| 3 \| 0 \| 418 \| \| 11 \| Asamoah Gyan \| 3 \| 0 \| 501 \| \| 12 \| Lukas Podolski \| 2 \| 2 \| 531 \| \| 13 \| Elano \| 2 \| 1 \| 140 \| \| 14 \| Tiago \| 2 \| 1 \| 298 \| \| 15 \| Robinho \| 2 \| 1 \| 354 \| \| 16 \| Arjen Robben \| 2 \| 1 \| 387 \| \| 17 \| Keisuke Honda \| 2 \| 1 \| 390 \| \| 18 \| Brett Holman \| 2 \| 0 \| 136 \| \| 19 \| Chicharito \| 2 \| 0 \| 169 \| \| 20 \| Kalu Uche \| 2 \| 0 \| 195 \| \| 21 \| Samuel Eto’o \| 2 \| 0 \| 270 \| \| 22 \| Carlos Tévez \| 2 \| 0 \| 324 \| \| 23 \| Lee Chung-yong \| 2 \| 0 \| 359 \| \| 24 \| Lee Jung-soo \| 2 \| 0 \| 360 \| \| 25 \| Andrés Iniesta \| 2 \| 0 \| 557 \| \| 26 \| Mesut Özil \| 1 \| 3 \| 586 \| \| … \| \| \| \| \| \| 58 \| Marcell Jansen \| 1 \| 0 \| 154 \| \| … \| \| \| \| \| \| 65 \| Cacau \| 1 \| 0 \| 205 \| \| 66 \| Gelson Fernandes \| 1 \| 0 \| 213 \| \| … \| \| \| \| \| \| 94 \| Sami Khedira \| 1 \| 0 \| 608 \| \| 95 \| Arne Friedrich \| 1 \| 0 \| 630 \| \| … \| \| \| \| \| |                                   |      |          |           |
| Rang | Spieler                           | Tore | Vorlagen | Spielzeit |
| 1 | Thomas Müller „Goldener Schuh“    | 5    | 3        | 473       |
| 2 | David Villa „Silberner Schuh“     | 5    | 1        | 635       |
| 3 | Wesley Sneijder „Bronzener Schuh“ | 5    | 1        | 652       |
| 4 | Diego Forlán                      | 5    | 1        | 654       |
| 5 | Gonzalo Higuaín                   | 4    | 0        | 341       |
| 6 | Róbert Vittek                     | 4    | 0        | 353       |
| 7 | Miroslav Klose                    | 4    | 0        | 357       |
| 8 | Luis Suárez                       | 3    | 2        | 543       |
| 9 | Landon Donovan                    | 3    | 0        | 390       |
| 10 | Luís Fabiano                      | 3    | 0        | 418       |
| 11 | Asamoah Gyan                      | 3    | 0        | 501       |
| 12 | Lukas Podolski                    | 2    | 2        | 531       |
| 13 | Elano                             | 2    | 1        | 140       |
| 14 | Tiago                             | 2    | 1        | 298       |
| 15 | Robinho                           | 2    | 1        | 354       |
| 16 | Arjen Robben                      | 2    | 1        | 387       |
| 17 | Keisuke Honda                     | 2    | 1        | 390       |
| 18 | Brett Holman                      | 2    | 0        | 136       |
| 19 | Chicharito                        | 2    | 0        | 169       |
| 20 | Kalu Uche                         | 2    | 0        | 195       |
| 21 | Samuel Eto’o                      | 2    | 0        | 270       |
| 22 | Carlos Tévez                      | 2    | 0        | 324       |
| 23 | Lee Chung-yong                    | 2    | 0        | 359       |
| 24 | Lee Jung-soo                      | 2    | 0        | 360       |
| 25 | Andrés Iniesta                    | 2    | 0        | 557       |
| 26 | Mesut Özil                        | 1    | 3        | 586       |
| … |                                   |      |          |           |
| 58 | Marcell Jansen                    | 1    | 0        | 154       |
| … |                                   |      |          |           |
| 65 | Cacau                             | 1    | 0        | 205       |
| 66 | Gelson Fernandes                  | 1    | 0        | 213       |
| … |                                   |      |          |           |
| 94 | Sami Khedira                      | 1    | 0        | 608       |
| 95 | Arne Friedrich                    | 1    | 0        | 630       |
| … |                                   |      |          |           |

Hinzu kamen weitere 65 Spieler mit je einem Treffer und zwei Eigentore.
Torschützenkönige des gesamten Wettbewerbs wurden der Brasilianer Luís Fabiano, der Uruguayer Diego Forlán, der Burkina-Fasoer Moumouni Dagano, der Fidschianer Osea Vakatalesau und der Spanier David Villa mit jeweils 12 Toren.

## Auszeichnungen

### Weltmeister und Platzierte

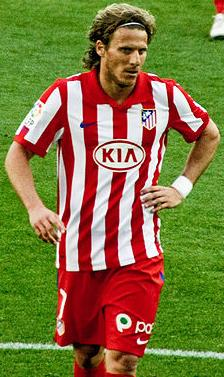
Diego Forlán wurde zum besten Spieler gewählt.

Der neue Weltmeister Spanien erhielt unmittelbar nach dem Finale den Pokal. Vor der Abreise aus Südafrika wurde der Pokal gemäß Reglement durch eine vergoldete Replik ersetzt. Pokal und Replik blieben Eigentum der FIFA. Die Mannschaften der drei Erstplatzierten Spanien, Niederlande und Deutschland erhielten je 50 Medaillen in Gold, Silber bzw. Bronze.

### Goldener Ball
Diego Forlán wurde von Medienrepräsentanten aus einer Auswahl von zehn von der FIFA nominierten Spielern zum besten Spieler der WM gewählt und somit Gewinner des Goldenen Balls, gefolgt von Wesley Sneijder (Silberner Ball) und David Villa (Bronzener Ball). Die Deutschen Bastian Schweinsteiger und Mesut Özil waren ebenfalls unter den zehn Nominierten.

### Goldener Schuh
Die drei besten Torschützen erhielten den goldenen, silbernen bzw. bronzenen Schuh.

### Goldener Handschuh

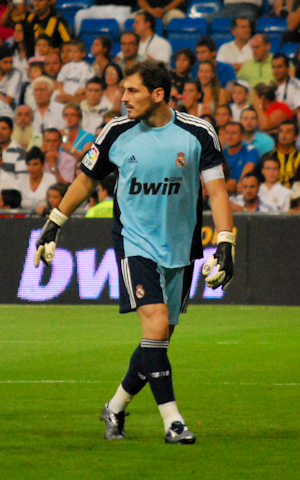
Iker Casillas wurde zum besten Torhüter gewählt.

Iker Casillas aus Spanien wurde von der technischen Studiengruppe der FIFA zum besten Torhüter des Turniers gewählt.

### FIFA-Fairplay-Trophäe
Die in der Fairplay-Wertung des Turniers am besten bewertete Mannschaft Spanien erhielt die FIFA-Fairplay-Trophäe, sowie eine Fairplay-Medaille für jeden Spieler und jeden Offiziellen, ein Diplom und einen Gutschein im Wert von 50.000 US-Dollar, der für Fußballausrüstung in der Nachwuchsförderung zu verwenden ist.

### Bester junger Spieler
Der deutsche Thomas Müller wurde von der technischen Studiengruppe der FIFA zum besten Nachwuchsspieler bestimmt.

### Man of the Match
Per Internetabstimmung wurde nach jedem Endrundenspiel der beste Mann des Spiels („Man of the Match“) bestimmt. Mit vier Auszeichnungen für die Spiele gegen Dänemark, Japan, Brasilien und Uruguay erhielt der Niederländer Wesley Sneijder diese Auszeichnung am häufigsten.
Deutsche Gewinner:
- Thomas Müller (im Spiel um den dritten Platz gegen Uruguay und im Achtelfinale gegen England)
- Bastian Schweinsteiger (im Viertelfinale gegen Argentinien)
- Mesut Özil (im Gruppenspiel gegen Ghana)
- Lukas Podolski (im Gruppenspiel gegen Australien)

Schweizer Gewinner:
- Gelson Fernandes (im Gruppenspiel gegen Spanien)

## All-Star-Team
Am 15. Juli 2010 veröffentlichte die FIFA das All-Star-Team der Weltmeisterschaft. Im Unterschied zu früheren Turnieren wurde diesmal eine beste Elf anstelle einer 23-köpfigen Auswahl gewählt.
| Torhüter      | Abwehr                                        | Mittelfeld                                                 | Stürmer                  |
| ------------- | --------------------------------------------- | ---------------------------------------------------------- | ------------------------ |
| Iker Casillas | Philipp Lahm Carles Puyol Maicon Sergio Ramos | Wesley Sneijder Bastian Schweinsteiger Andrés Iniesta Xavi | David Villa Diego Forlán |

## Ehrungen der Platzierten
In den Niederlanden wurden Bert van Marwijk und Giovanni van Bronckhorst zu Rittern des Ordens von Oranien-Nassau geschlagen. Bundespräsident Wulff kündigte am Tag nach dem Spiel um Platz 3 an, Joachim Löw das Bundesverdienstkreuz und den Spielern das Silberne Lorbeerblatt zu verleihen. Die deutsche Mannschaft wurde zum insgesamt neunten Mal und zum dritten Mal als WM-Dritter zur deutschen Sportmannschaft des Jahres gewählt. Weltmeister Spanien wurde 2011 bei den Laureus World Sports Awards zur Mannschaft des Jahres gewählt.

## Auswirkungen auf die Weltrangliste
Durch den WM-Sieg kletterte Spanien in der am 14. Juli 2010 veröffentlichten FIFA-Weltrangliste mit dem neuen Rekordwert von 1.883 Punkten auf Platz 1. Auch die Platzierten konnten sich verbessern: Die Niederlande und Deutschland um jeweils zwei Plätze auf Rang 2 bzw. 4. Dagegen rutschten aus den Top 10 Brasilien um 2, Portugal um 5, Italien um 6 und Frankreich um 12 Plätze ab. Frankreich fiel damit erstmals seit 1998 aus den Top 20, wobei der Rang 1998 durch die fehlenden Qualifikationsspiele als WM-Veranstalter bedingt war. Die größten Sprünge nach oben machten Neuseeland (24 Plätze), Südafrika (17 Plätze), Paraguay (15 Plätze), Japan (13 Plätze), Uruguay (10 Plätze), Ghana (9 Plätze) und Chile (8 Plätze). Uruguay schaffte erstmals seit Bestehen der Weltrangliste den Sprung in die Top 10, Slowenien erstmals in die Top 20. Die meisten Plätze verlor Kamerun (21). Ohne Teilnahme erreichte Ägypten nach der WM-Endrunde erstmals Platz 9, indem das schlechte Abschneiden von 2006 aus der Wertung fiel.

## Schiedsrichter
Von der FIFA wurden zunächst 30 Schiedsrichter und 60 Schiedsrichterassistenten nominiert. Nach der Streichung von zwei Teams wegen mangelnder Fitness der Assistenten und der Nachnominierung eines Teams ergab sich eine Liste von 29 Schiedsrichtern und 58 Schiedsrichterassistenten für die Weltmeisterschaft.
Fünf der nominierten Schiedsrichter wurden lediglich als vierte Offizielle eingesetzt; zehn Schiedsrichterassistenten kamen gar nicht zum Einsatz.
Auch bei dieser Weltmeisterschaft mussten die Schiedsrichter einige Kritik einstecken; diese richtete sich sowohl gegen einzelne Fehlentscheidungen wie falsch beurteilte Tore, als auch gegen die generellen Tendenzen einzelner Referees, zu viele Gelbe Karten zu geben, oder sich mit „affektierten Gesten und übertriebenem Gehabe“ selbst „zu sehr in den Mittelpunkt“ zu stellen. Erstmals äußerte sich auch für die FIFA ihr Generalsekretär Jérôme Valcke kritisch zu den Leistungen der Schiedsrichter und räumte ein, dass es Entscheidungen gab, „die keine guten Entscheidungen waren“.
Die vieldiskutierte Einführung technischer Hilfsmittel wie Videobeweis und Chip-Ball lehnte die FIFA ab, kündigte aber die Unterstützung der Schiedsrichter durch zusätzliche Assistenten auf den Torlinien an. Lob über die Schiedsrichterleistung betraf die konsequente Ahndung verletzungsgefährdender Fouls.
Das Eröffnungsspiel leitete der Usbeke Ravshan Ermatov, der mit fünf Begegnungen auch die meisten Spielleitungen hatte.
| Kontinentalverband | Schiedsrichter                 | Schiedsrichterassistenten                 |
| ------------------ | ------------------------------ | ----------------------------------------- |
| AFC                | Khalil al-Ghamdi               | Hassan Kamranifar Saleh al-Marzouqi       |
| AFC                | Ravshan Ermatov                | Rafael Ilyasov Bachadyr Kotschkarow       |
| AFC                | Subkhiddin Mohd Salleh         | Yuxin Mu Jeffrey Gek Pheng                |
| AFC                | Yūichi Nishimura               | Toru Sagara Jeong Hae-sang                |
| CAF                | Koman Coulibaly                | Redouane Achik Inácio Manuel Cândido      |
| CAF                | Jerome Damon                   | Celestin Ntagungira Enock Molefe          |
| CAF                | Eddy Maillet                   | Evarist Menkouande Béchir Hassani         |
| CONCACAF           | Joel Aguilar                   | William Torres Juan Zumba                 |
| CONCACAF           | Benito Archundia               | Héctor Vergara Marvin Torrentera          |
| CONCACAF           | Carlos Batres                  | Leonel Leal Carlos Pastrana               |
| CONCACAF           | Marco Antonio Rodríguez Moreno | José Luis Camargo Alberto Morín           |
| CONMEBOL           | Héctor Baldassi                | Ricardo Casas Hernán Maidana              |
| CONMEBOL           | Jorge Larrionda                | Pablo Fandiño Mauricio Espinosa           |
| CONMEBOL           | Pablo Pozo                     | Patricio Basualto Francisco Mondria       |
| CONMEBOL           | Óscar Ruiz                     | Abraham González Humberto Clavijo         |
| CONMEBOL           | Carlos Simon                   | Altemir Hausmann Roberto Braatz           |
| CONMEBOL           | Martín Vázquez                 | Carlos Pastorino Miguel Nievas            |
| OFC                | Michael Hester                 | Jan-Hendrik Hintz Tevita Makasini         |
| OFC                | Peter O’Leary                  | Brent Best Matthew Taro                   |
| UEFA               | Olegário Benquerença           | José Cardinal Bertino Miranda             |
| UEFA               | Massimo Busacca                | Matthias Arnet Francesco Buragina         |
| UEFA               | Frank De Bleeckere             | Peter Hermans Walter Vromans              |
| UEFA               | Martin Hansson                 | Henrik Andrén Stefan Wittberg             |
| UEFA               | Viktor Kassai                  | Gábor Erős Tibor Vámos                    |
| UEFA               | Stéphane Lannoy                | Éric Dansault Laurent Ugo                 |
| UEFA               | Roberto Rosetti                | Paolo Calcagno Stefano Ayroldi            |
| UEFA               | Wolfgang Stark                 | Jan-Hendrik Salver Mike Pickel            |
| UEFA               | Alberto Undiano Mallenco       | Fermín Martínez Ibáñez Juan Yuste Jiménez |
| UEFA               | Howard Webb                    | Darren Cann Mike Mullarkey                |

## Organisation

### Finanzen
Das Gesamtvolumen der Investitionen für die Weltmeisterschaft betrug laut den Bewerbungsunterlagen von Südafrika 825 Millionen US-Dollar. Etwa 467 Millionen Euro wollte das Organisationskomitee der WM durch Kartenverkäufe einnehmen, lokale Sponsoren sollten etwa 47 Millionen beisteuern.
Die 32 teilnehmenden Verbände erhielten von den Einnahmen insgesamt über 283 Millionen Euro, gestaffelt nach ihrem sportlichen Erfolg. Die 16 Mannschaften, die nach der Gruppenphase ausschieden, bekamen je 6,5 Millionen, die acht Achtelfinal-Verlierer je 7,3 Millionen und die vier im Viertelfinale unterliegenden Teilnehmer je 11,3 Millionen. An die Verbände der vier erstplatzierten Mannschaften wurden 14,6, 16,2, 19,5 und 24,4 Millionen Euro „Antritts- und Erfolgsprämie“ ausgezahlt. Dazu kamen für jeden Teilnehmer einheitlich etwa 815.000 Euro als Erstattung der Vorbereitungskosten sowie, erstmals bei einer WM, ein Gesamtbetrag von 32,5 Millionen Euro an die Vereine der teilnehmenden Spieler in Höhe von 1300 Euro pro Spieler und Tag, einschließlich der Vorbereitungszeit.

### Eintrittskarten
Für das Turnier standen insgesamt 3.422.868 Eintrittskarten zur Verfügung; 480.000 waren für südafrikanische Fans reserviert, weitere 1,5 Millionen konnten Zuschauer aus dem Ausland erwerben, der Rest ging an Sponsoren, Mitglieder der FIFA und an die Spieler. Die erste von fünf Verkaufsphasen begann mit einer Registrierungsphase vom 20. Februar bis zum 31. März 2009 und einer Auslosung am 15. April 2009. Nach Ende der dritten Verkaufsphase am 13. Januar 2010 wurde festgestellt, dass der Ticketverkauf bis dahin unter den Erwartungen geblieben war.
Die Preise für die Eintrittskarten waren in vier Kategorien geteilt und erstreckten sich von umgerechnet rund 20 US-Dollar in der Kategorie 4 bei einem Gruppenspiel bis 900 US-Dollar für eine Endspielkarte der Kategorie 1. Die rund 480.000 Eintrittskarten der Kategorie 4 waren den Einwohnern von Südafrika vorbehalten, wurden im Gegensatz zu den in US-Dollar abgerechneten Karten der Kategorien 1 bis 3 in südafrikanischen Rand bezahlt und kosteten umgerechnet rund zwischen 13 und 100 Euro.
Erstmals gab es einen Kartenfonds, der Tickets an Einwohner des Gastgeberlandes verschenkte, die sich sonst kein Spiel live anschauen konnten.
Er enthielt für alle Spiele zusammen 120.000 Freikarten der Kategorie 4. Davon gehen nach FIFA-Angaben 54.000 Eintrittskarten an die am Stadionbau beteiligten Arbeiter und „66.000 an Südafrikanerinnen und Südafrikaner, die sich in sozialen und kommunalen Programmen engagieren.“
Trotz des nach FIFA-Angaben zufriedenstellenden Verkaufs von 97 Prozent der verfügbaren Tickets zeigten sich bei einigen Spielen zahlreiche leere Sitzplätze.
Die Gruppenpartie Niederlande gegen Dänemark fand vor etwa 10.000 leeren Plätzen statt, die offiziell angegebene Zuschauerzahl von 83.465 ließ jedoch nur auf rund 1.000 fehlende Zuschauer schließen. FIFA-Mediendirektor Nicolas Maingot kommentierte, Untersuchungen darüber hätten begonnen: „Die Karten sind verkauft, aber die Plätze bleiben dennoch leer.“ Frühere Angaben, alle WM-Tickets hätten reißenden Absatz gefunden, hatten sich bereits als falsch herausgestellt.

### Infrastruktur

#### Transportsystem
Für die Fußball-WM wurden die internationalen Flughäfen Johannesburg und Kapstadt ausgebaut, in Durban wurde ein komplett neuer Flughafen errichtet, um dem erhöhten Fluggastaufkommen gerecht zu werden. Insgesamt gibt es zehn südafrikanische Flughäfen, die Großflugzeuge abfertigen können.
Pünktlich zum Beginn der Weltmeisterschaft wurde der erste Abschnitt des neuen Eisenbahnsystems Gautrain in der Metropolregion zwischen Pretoria und Johannesburg eröffnet. Nutzbar sind für die Veranstaltung auch Abschnitte des vorhandenen, mehr als 20.000 Kilometer umfassenden Eisenbahnnetzes. Das Straßennetz mit über 73.000 Kilometern asphaltierter Straßen und Autobahnen gilt als in sehr gutem Zustand, auch dank der Verkehrsinvestitionen des südafrikanischen Staates in Höhe von 170 Milliarden Rand.
Ein Streik von Busfahrern, die mit Protesten ihre Forderung nach Bezahlung von Überstunden unterstreichen wollten, wurde nach Zugeständnissen binnen eines Tages beendet (→ Probleme).

#### Sicherheitskräfte
Für die Sicherheit der Fußball-WM wurden nach Regierungsangaben 41.000 Polizeikräfte bereitgestellt, die Ausgaben in Höhe von 640 Millionen Rand bedeuten; 10.000 der eingesetzten Polizisten wurden als Reservisten zusätzlich herangezogen. Bei Streiks der Stadion-Ordner (→ Probleme) mussten zudem Polizeischüler einspringen.
Während das Vorgehen der Polizeikräfte bei Protestaktionen auch Kritik ausgesetzt war, wurde die vor der WM häufig in Frage gestellte Sicherheit der Fußballfans während der Weltmeisterschaft sehr positiv beurteilt: Einige der kriminalitätsfördernden Faktoren wie „soziale Ungleichheit, Unzufriedenheit, Arbeitslosigkeit, Alkohol und freier Zugang zu Feuerwaffen“ seien „während der WM ausgeschaltet“, daher sei die Kriminalitätsrate während der WM stark zurückgegangen, analysierte das südafrikanische Institut für Sicherheits-Studien. In nur einem Fall wurden WM-Besucher Opfer eines bewaffneten Raubüberfalls.
Die südafrikanische Polizei betrachtete ihre starke Präsenz als Hauptursache dieser Sicherheitsbilanz: „Rund 44.000 Polizisten wurden speziell in den WM-Orten eingesetzt, hinzu kamen etwa 11.000 Polizei-Auszubildende, die direkt an den Stadien im Einsatz sind“, zudem leisteten viele Polizisten ein doppeltes Schicht-Pensum. Fans beachteten meist die Hinweise für „angemessenes Verhalten in Südafrika“ und trugen damit zu ihrer Sicherheit bei, bemerkte der Sprecher der deutschen Botschaft und ergänzte: „Auf Südafrika vorbereitete Touristen sind normalerweise nicht dort anzutreffen, wo in Südafrika Gewaltkriminalität geschieht. Die Stadien, die Orte der Begegnung an den Spielorten, die Hotels und Gasthäuser sind gut gesichert, der zusätzliche Aufwand der Polizei erhöht noch die Sicherheit“.
Derweil gab es jedoch Berichte über „zwei spektakuläre Einbrüche in Johannesburg“: Aus dem Haus des südafrikanischen Vize-Polizeiministers Fikile Mbalula wurde unter anderem ein wertvoller Fernseher gestohlen. Bei einem Einbruch in das FIFA-Büro in Johannesburg gingen „sieben Kopien des WM-Pokals“ verloren.

### Probleme

#### Vorbereitung
Vorberichte der Inspektorengruppe des Weltfußballverbandes FIFA sahen Transportsysteme, Telekommunikation, Hotellerie und die medizinische Versorgung auf einem sehr guten Niveau und für die Weltmeisterschaft gerüstet. Kritisiert wurde die mangelnde Sicherheit im Land, jedoch habe die südafrikanische Regierung nach FIFA-Einschätzung die Mittel und das Wissen, die WM ohne Probleme zu veranstalten.
Vor der WM wurden dennoch erhebliche Mängel kritisiert: Demnach musste an der Verkehrsinfrastruktur des öffentlichen Personennahverkehrs beträchtlich nachgebessert werden. Laut Berichten südafrikanischer Medien ergab sich wegen steigender Baupreise und wegen des Fehlens einheimischer Fachkräfte eine Budgetlücke von rund 270 Millionen Euro.
Im Vorfeld der WM kam es zudem zu Vertreibungen von Menschen aus Armensiedlungen. Das UN-Hochkommissariat für Menschenrechte berichtete unter anderem über 20.000 Menschen, die wegen der WM in Übergangscamps verfrachtet wurden. Zudem wurden staatliche Programme zum sozialen Wohnungsbau durch die Budgeterfordernisse im Vorfeld der WM beeinträchtigt. Kritik des UN-Hochkommissariats richtete sich auch gegen die dramatische Erhöhung der Budgets für Sport und Freizeit bis zur WM, obwohl die südafrikanische Bewerbung um die WM-Austragung gerade die Konzentration auf die Verbesserung der Lebensbedingungen sozial benachteiligter Bevölkerungsschichten zugesagt hatte.
Im Bestreben, Südafrika in einem möglichst positiven Licht zu präsentieren, wurden nach Augenzeugenberichten auch Straßenkinder deportiert. Im April 2010 lancierte das Schweizerische Arbeiterhilfswerk (SAH) eine Petition an die FIFA, in der sie deren Präsidenten Blatter dazu aufrief, sich aktiv für die Einhaltung der Menschenrechte einzusetzen. Die FIFA weigerte sich jedoch am 8. Juni 2010, die über 13.000 Unterschriften offiziell entgegenzunehmen. Das SAH kritisierte, dass „die Löhne der BauarbeiterInnen nicht einmal Existenz sichernd“ gewesen seien, dass „Armenviertel […] für Stadien und Infrastrukturbauten niedergerissen [wurden] und die FIFA versuchte der Presse einen Maulkorb zu verpassen“.

#### Turnierverlauf
Nachdem es bereits im Vorfeld zu mehreren Streiks gekommen war, machten auch während der ersten Turniertage verschiedene Beschäftigtengruppen durch Streiks und Demonstrationen auf sich aufmerksam: In Johannesburg sorgten protestierende Busfahrer für Aufsehen, als sie nach dem Gruppenspiel Niederlande gegen Dänemark die Rückkehr von rund 1.000 Fans aus Soccer City ins Stadtzentrum behinderten. Die Busfahrer verlangten eine Bezahlung der Überstunden, die sie durch WM-Zusatzschichten machen mussten. Das Transportsystem von Johannesburg funktionierte nach einer Einigung mit den Busfahrern am nächsten Tag wieder. Auch Beschäftigte des Energiekonzerns Eskom erneuerten Streikdrohungen.
Größeres Aufsehen erregte nach dem ersten Spiel des deutschen WM-Teams gegen Australien der Protest von mindestens 400 Stadion-Ordnern („Stewards“) in Durban, deren Kollegen beim privaten Sicherheitsunternehmen Stallion Security auch in Johannesburg, Kapstadt und Port Elizabeth die Arbeit niederlegten. Nach Angaben der Streikenden seien Tageslöhne von 350 Rand mit ihnen vereinbart gewesen, erhalten hätten sie in den ersten Turniertagen jedoch nur 150 Rand, umgerechnet rund 15 Euro. Dabei kam es zu schweren Ausschreitungen, die zeitweise die Austragung des Spiels Italien gegen Paraguay gefährdeten. Die Polizei setzte Tränengas, Gummigeschosse und Blendgranaten gegen die Demonstranten ein.
Einige Streikende gaben ihre Arbeitswesten ab und beendeten den Protest, als ihnen je rund 200 Rand ausgezahlt wurden. Die FIFA, die die Streikenden um Unterstützung ihrer Lohnforderungen gebeten hatten, erklärte sich für nicht zuständig: Die Stadion-Sicherheit sei eine Angelegenheit des Organisationskomitees, Sicherheit außerhalb der Stadien blieb den südafrikanischen Behörden überlassen. Statt der streikenden Ordner wurden in den betroffenen Stadien Polizisten eingesetzt.

## Kunst und Kultur
Das offizielle Logo des Turniers wurde nach einjähriger Entwicklung am 7. Juli 2006 im Rahmen einer offiziellen Pressekonferenz in Berlin durch den südafrikanischen Staatspräsidenten Thabo Mbeki präsentiert. Es stellt in abstrakter Form einen Spieler beim Ansatz zum Fallrückzieher vor der stilisierten Silhouette des afrikanischen Kontinents dar.
Der offizielle Spielball wurde, wie schon bei den anderen Weltmeisterschaften, von Adidas gefertigt und trug bei diesem Turnier den Namen Jabulani, was in der Sprache der Zulu so viel wie „sich freuen“ bedeutet. Die elf verwendeten Farben stehen für die elf (Haupt-)Ethnien Südafrikas und ihre Sprachen sowie für die elf Spieler jeder Mannschaft. Im Finale wurde, wie erstmals 2006, ein spezieller Ball namens Jo’bulani verwendet – in Anlehnung an den Finalspielort Johannesburg, der auch Jo’burg genannt wird. Nach der WM wurde eine Jabulani-Variante namens Torfabrik in schwarz und rot auf weiß der erste „Einheitsball“ der Fußball-Bundesliga. Die von vielen Seiten geäußerte Kritik am Jabulani ging so weit, einen „unfairen Vorteil“ für die deutsche Mannschaft zu unterstellen, da der neue Ball seit dem 4. Dezember 2009 in der Bundesliga getestet wurde.
Das Motto der Endrunde wurde am 25. November 2007 bekannt gegeben: „Ke Nako. Celebrate Africa’s Humanity“. „Ke Nako“ ist Sesotho und bedeutet „Es ist Zeit“. „Celebrate Africa’s Humanity“ bedeutet „Feiert Afrikas Menschlichkeit“. Frei übersetzt bedeutet der Slogan also: „Es ist Zeit, Afrikas Menschlichkeit zu feiern“. Das Motto sollte Afrikas größte Ressource, nämlich die „Wärme, Freundlichkeit, Bescheidenheit und Menschlichkeit seiner Einwohner herausstellen“.
Am 22. September 2008 wurde Zakumi als offizielles WM-Maskottchen der Öffentlichkeit vorgestellt. Es stellte einen Leoparden dar. „ZA“ ist das internationale Kfz-Kennzeichen Südafrikas, während „Kumi“ in mehreren Sprachen 10 bedeutet. Übersetzt steht „Zakumi“ damit für „Südafrika 2010“. Der Kapstädter Andries Odendaal hatte das Maskottchen erfunden.
Am 26. April 2010 verkündete die Sängerin Shakira auf ihrer offiziellen Internetseite, dass sie zusammen mit der südafrikanischen Gruppe Freshlyground das offizielle Lied zur WM 2010, Waka Waka (This Time for Africa), eingespielt habe. Der Song basiert ursprünglich auf einem afrikanischen Soldatenlied namens „Zangalewa“, das bereits 1986 erstmals veröffentlicht wurde. Shakira und Freshlyground führten das Lied beim Eröffnungskonzert am 10. Juni in Soweto und vor dem Eröffnungsspiel und dem Finale live auf. Die offizielle Hymne der WM war jedoch Sign of a Victory von R. Kelly ft. The Soweto Spiritual Singers.
Im Vorfeld der Fußball-WM wollten Kritiker die in Südafrika üblichen Vuvuzela-Trompeten aufgrund ihrer Lautstärke verbieten lassen, der Fußball-Weltverband FIFA gab den Protesten aber nicht nach und erlaubte die Vuvuzela in den Stadien der Endrundenspiele.
Erstmals in der Geschichte der Fußball-Weltmeisterschaften fand bereits am Vorabend des Eröffnungsspiels ein großes Eröffnungskonzert statt, das weltweit im Fernsehen übertragen wurde. Alicia Keys, Amadou & Mariam, Angélique Kidjo, Black Eyed Peas, Juanes, Shakira, Tinariwen, Vusi Mahlasela und andere Musiker traten dazu im Orlando-Stadion in Soweto auf. Eine Begrüßungsansprache hielt dabei der südafrikanische Friedensnobelpreisträger Erzbischof Desmond Tutu. Der Nettoerlös des Konzerts kam einer Kampagne zur Errichtung von 20 Bildungs-, Gesundheits- und Fußballzentren in ganz Afrika zugute.
Das Goethe-Institut Südafrika und die Deutsche Botschaft in Pretoria gestalteten mit südafrikanischen Partnern während der Weltmeisterschaft ein Kulturprogramm, das dazu dienen sollte, „Menschen zusammen [zu] bringen und die Kontakte später weiter [zu] führen“. Dabei ging es um „Begegnung, Erfahrungsaustausch, Partnerschaften und Überwindung von Distanzen und Vorurteilen“.

## Fernsehübertragung

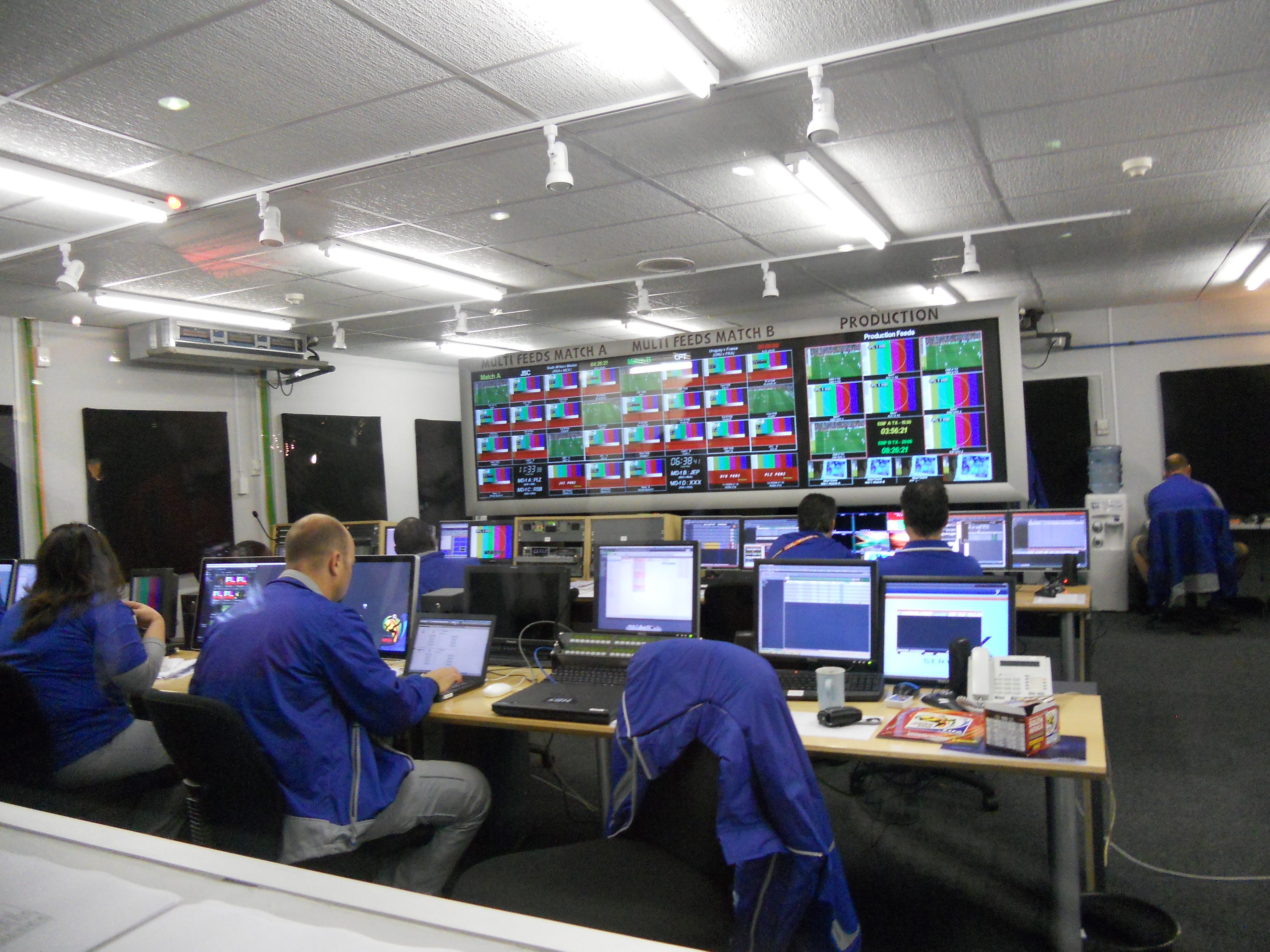
Sendezentrale der FIFA-Fernsehübertragung in Soccer City, Juni 2010

### Produktion
Die FIFA-Abteilung Host-Broadcasting-Produktion (Host Broadcasting Production Department) organisierte für den Weltverband die Bereitstellung der Standard-Übertragungssignale aus dem Sendezentrum in Soccer City, Johannesburg. Dabei koordinierte diese Abteilung die Zusammenarbeit des WM-Organisationskomitees, der Fernsehsender und des sogenannten Host Broadcasters, der das von drei Minuten vor Spielbeginn bis zwei Minuten nach Spielende weltweit verbindliche Fernsehbild im Auftrag der FIFA produziert. Seit der Fußball-Weltmeisterschaft 1998 hatte das zur Schweizer Infront-Sportrechte-Agentur gehörende Unternehmen Host Broadcast Services (HBS) die Fernsehbilder der Fußball-Weltmeisterschaften nach FIFA-Richtlinien hergestellt. Kritiker bemängeln dabei einerseits übertriebene Ästhetisierung, andererseits jedoch auch zu statische und emotionslose Unterinszenierung. Auch für die Produktion des Radiosignals, und für weitere Übertragungsdienste und -einrichtungen war HBS verantwortlich, Stand August 2018 nirgendwo archiviert  es hatte auch den Zuschlag für die Fußball-Weltmeisterschaft 2014 bereits erhalten. Die zugehörigen Grafiken stellt das Unternehmen Delta Tre her. Die Übertragungsrechte verkaufte die FIFA jedoch direkt, und zwar in Form von Paketen, die von Fernsehsendern und -konsortien weltweit erworben wurden.

### Ausstrahlung
Für Deutschland erwarb die damalige Premiere AG die Übertragungsrechte und lizenzierte sie weiter: Der Pay-TV-Sender und Premiere-Nachfolger Sky übertrug alle 64 Partien live. ARD und ZDF übertrugen 55 der 64 Spiele des Turniers live in HDTV, die übrigen Spiele (sechs Vorrundenbegegnungen, zwei Achtel- und ein Viertelfinale) zeigte RTL.
Pro Wochentag fanden in der Gruppenphase drei Spiele statt, die jeweils um 13:30 Uhr, 16:00 Uhr und 20:30 Uhr südafrikanischer Ortszeit und somit auch Mitteleuropäischer Sommerzeit angepfiffen wurden. Die beiden letzten Gruppenspiele in jeder Gruppe wurden gleichzeitig ausgetragen, um Wettbewerbsverzerrungen zu vermeiden (siehe Nichtangriffspakt von Gijón). Beide Spiele wurden dabei live übertragen, z. T. von Einsfestival und vom ZDFinfo. Dabei spielte an jedem Tag jeweils eine Gruppe um 16:00 Uhr und die andere um 20:30 Uhr. Die Hörfunkprogramme der ARD übertrugen insgesamt 20 Spiele im Radio.

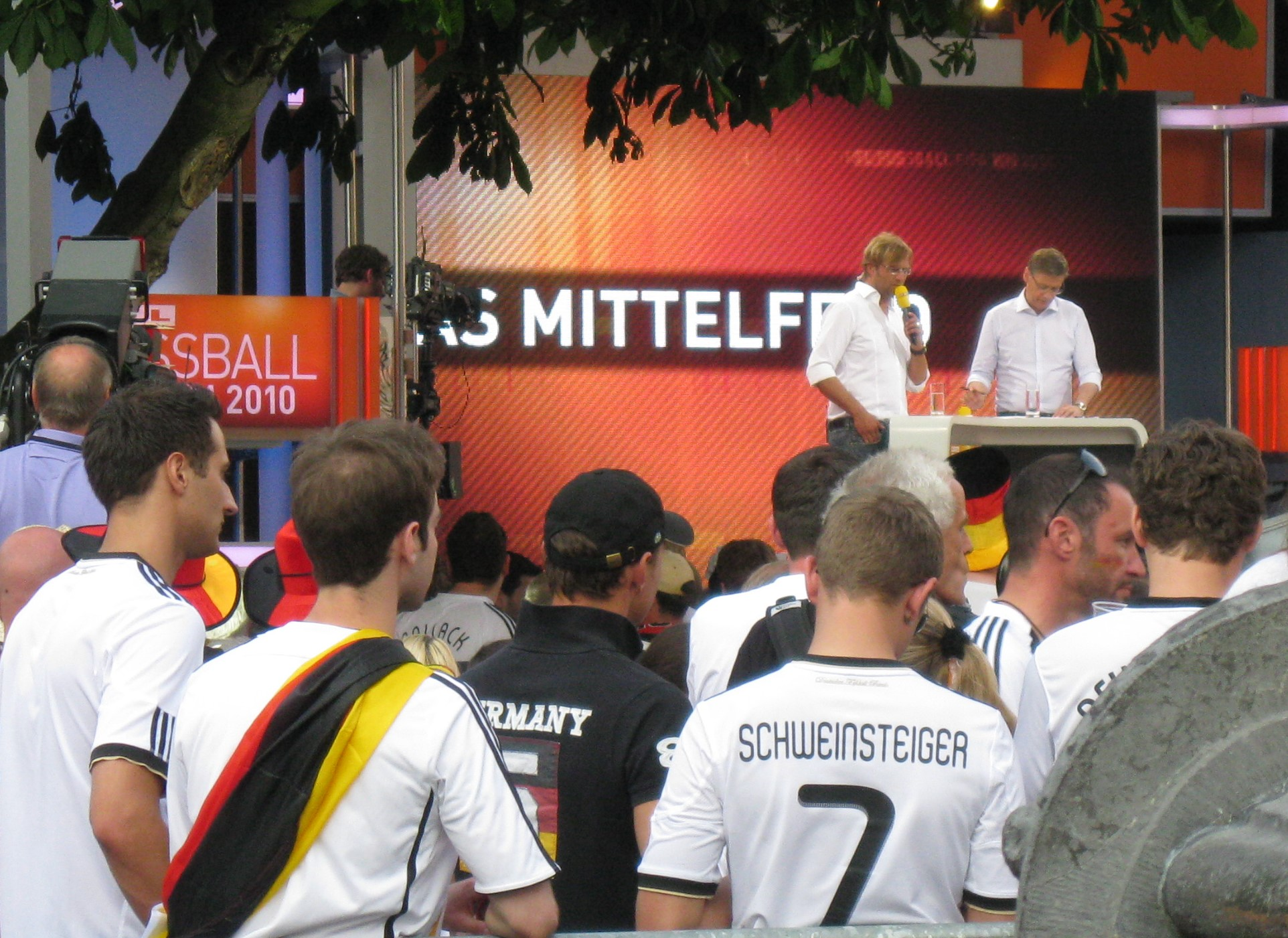
Jürgen Klopp und Günther Jauch bei der RTL-Fernsehübertragung des Achtelfinales Deutschland – England am 27. Juni 2010 vom Aachener Marktplatz

Moderatoren für die ARD waren Gerhard Delling mit Experte Günter Netzer, die bei dieser WM ihre 13-jährige Zusammenarbeit beendeten, sowie Reinhold Beckmann mit Mehmet Scholl. Für das ZDF moderierte erstmals bei einem großen Fußballturnier Katrin Müller-Hohenstein mit Experte Oliver Kahn, weitere Moderatoren waren Rudi Cerne und Michael Steinbrecher.
Als Kommentatoren für die ARD waren Tom Bartels, Steffen Simon und Gerd Gottlob im Einsatz, für das ZDF Béla Réthy, Thomas Wark, Oliver Schmidt und Wolf-Dieter Poschmann.
Für RTL moderierte Günther Jauch mit Experte Jürgen Klopp, Kommentator war Florian König.
Nach Kritik an den die TV-Übertragung beherrschenden Vuvuzela-Klängen richteten mehrere Fernsehsender Vuvuzela-Filter ein, bei denen die Tonhöhe der Blasinstrumente aus dem Audiosignal herausgefiltert wird, so dass Fangesänge und Jubel wieder hörbar werden.
Der Vuvuzela-Filter von Sky wurde besonders gelobt, ebenso Skys Fußballkommentator Marcel Reif, aber auch die Spielanalysen von ARD und ZDF.
In Österreich wurden alle 64 Spiele in ORF eins in HDTV übertragen, der Sender soll sieben Millionen Euro für die Übertragungsrechte gezahlt haben. In der Schweiz wurden sämtliche 64 Spiele live auf SF zwei sowie auf HD suisse übertragen, ebenso auf der zweiten Kette in der französisch- und der italienischsprachigen Schweiz (TSR 2 und RSI LA 2). Parallele Spiele sendete SF info.
Die für die deutsche WM-Übertragung prägende Aufteilung zwischen öffentlichen und privaten Fernsehsendern sowie Pay-TV-Kanälen zeigte sich auch in vielen anderen europäischen WM-Teilnehmer-Ländern:
- In Frankreich zeigte der Privatsender TF1 27 Spiele, die übrigen 37 Spiele übertrugen die öffentlich-rechtliche Rundfunkanstalt France Télévisions und der Pay-TV-Sender Canal+.
- In Italien sendete das öffentlich-rechtliche Fernsehen Rai 1 insgesamt 25 Spiele live, darunter das Eröffnungsspiel, die drei Gruppenspiele der italienischen Nationalmannschaft, vier Achtelfinalspiele, zwei Viertelfinalspiele und die vier abschließenden Partien des Turniers.[67] Der Pay-TV-Sender Sky Italia übertrug alle 64 Spiele live und in HD.[68]
- In den Niederlanden wurden alle 64 Spiele live von NOS auf dem Fernsehsender Nederland 1 übertragen. Der niederländische Rundfunk widmete der WM insgesamt 250 Stunden Sendezeit.[69]
- Im Vereinigten Königreich konkurrierten die öffentliche BBC mit dem Privatsender ITV im Free-TV,[70] daneben übertrugen auch Bezahlsender. ITV erregte durch mehrere Pannen Aufsehen: Zunächst zeigte der Sender 1,5 Millionen HDTV-Zuschauern Werbung, während im Gruppenspiel England – USA das Führungstor für die Briten fiel – über fünftausend Beschwerden gingen beim Sender ein. Die Wettquoten, dass ein England-Tor wegen technischer Mängel nicht übertragen würde, lagen zuvor bei 8:1.[70] Später musste ITV seinen Kommentator Robbie Earle entlassen (→ Ambush-Marketing).

Außereuropäische WM-Teilnehmerländer hatten teilweise mit großen Zeitverschiebungen zu kämpfen, für die Live-Übertragung der Weltmeisterschaft scheuten sie jedoch kaum Kosten und Mühen:
- In Australien wurden sämtliche Spiele vom öffentlich-rechtlichen SBS übertragen. Die Anstoßzeiten sind in der Gruppenphase in der Zeitzone von Melbourne und Sydney jeweils um 21:30 Uhr, 0:00 Uhr und 4:30 Uhr.[71]
- Zahlreiche arabische Staaten versorgte Al Jazeera Sports mit WM-Übertragungen in Radio und TV. Für diese Rechte soll der Sender rund eine Milliarde US-Dollar gezahlt haben.[72]
- Das staatliche nordkoreanische Fernsehen Koreanisches Zentralfernsehen wurde nur durch die Asia-Pacific Broadcasting Union aus Malaysia mit Bildern versorgt, nachdem Verhandlungen mit dem südkoreanischen Rechteinhaber SBS an den politischen Spannungen gescheitert waren. Das Gruppenspiel Portugal – Nordkorea war die erste im Ausland ausgetragene Partie Nordkoreas, die live im Fernsehen übertragen wurde.[73] Die Übertragung der als Demütigung empfundenen 0:7-Niederlage endete abrupt mit dem Schlusspfiff;[73] der Kommentator hatte bereits seit dem vierten Tor Portugals in der 60. Minute kein Wort mehr gesprochen.[73]

Auch in vielen Staaten ohne an der WM teilnehmende Mannschaft waren viele Spiele – wenn auch zuweilen mit Einschränkungen – zu sehen. So musste das staatliche norwegische Fernsehen NRK die Übertragungsrechte für die Fußball-WM wieder verkaufen, um die Kosten von rund 25 Millionen Euro für die Ausrichtung des Eurovision Song Contest 2010 aufbringen zu können. In Tschechien zeigte der öffentlich-rechtliche Sender Česká televize sämtliche Spiele zeitversetzt.

### Einschaltquoten
Die deutschen Einschaltquoten der Fußball-WM übertrafen im Allgemeinen noch die der WM 2006, die bereits scherzhaft als „Quotenmärchen“ bezeichnet worden war, und der EM 2008 – was als Anzeichen für eine wachsende Fußballbegeisterung gewertet wurde.
Das Eröffnungsspiel der WM zwischen Gastgeber Südafrika und Mexiko erreichte bei einem Marktanteil von 55,5 Prozent allerdings nur rund 8,68 Millionen Fernsehzuschauer. 2006 war das Eröffnungsspiel Deutschland – Costa Rica noch von 20,13 Millionen Zuschauern bei 75,7 Prozent Marktanteil angesehen worden.
Das erste Spiel der deutschen Mannschaft bei der EM 2008 hatten bereits 23,66 Millionen Zuschauer eingeschaltet; die erste Begegnung mit deutscher Beteiligung in Südafrika sahen bereits durchschnittlich 27,91 Millionen Menschen vor dem heimischen Fernseher. Fans beim Public Viewing werden bei der Einschaltquotenermittlung nicht berücksichtigt.
Die weiteren Gruppenspiele des deutschen Teams schalteten 22,01 Millionen und 29,19 Millionen Zuschauer ein; ersterer Wert bedeutete für das ZDF wegen des nachmittäglichen Anpfiffs „einen Marktanteil von grandiosen 84,8 Prozent“.
Für Achtel- und Viertelfinalbegegnung der deutschen Mannschaft blieben an Wochenend-Nachmittagen 25,57 Millionen und 25,95 Millionen Zuschauer zuhause – die Marktanteile kletterten auf 87,2 und 89,2 Prozent.
Den Höhepunkt der TV-Fußballbegeisterung stellten die Halbfinalbegegnungen dar. Das Spiel Deutschland – Spanien erreichte mit bis zu 31,96 Millionen Zuschauern (durchschnittlich 31,10 Millionen) bis zu 84,7 Prozent des Fernsehpublikums (durchschnittlich 83,2 Prozent) und übertraf damit das Halbfinale von 2006 gegen Italien, das in der Spitze 31,31 Millionen Menschen in Deutschland angesehen hatten. Eine höhere Zuschauerzahl war nie zuvor gemessen worden; bis 2006 hatte das Finale der Fußball-WM 1990 mit 28,66 Millionen den Zuschauer-Rekord gehalten, damals jedoch ohne Berücksichtigung der Zuschauer in der DDR. Allerdings wurden die von der Gesellschaft für Konsumforschung erhobenen und von Media Control vermarkteten Messergebnisse als wenig aussagekräftig und kaum vergleichbar kritisiert: Das kürzlich umgestellte Erhebungsverfahren erfasse nun erstmals auch Gäste in Privathaushalten, zudem sei es schwer zu glauben, dass mit rund 49 Millionen eine deutliche Bevölkerungsmehrheit das Spiel gegen Spanien nicht gesehen habe. Bereits 2006 waren derartige Zweifel laut geworden, so dass das ZDF auf Grundlage einer Forsa-Umfrage vermutet hatte, die tatsächlichen Zuschauerzahlen lägen um bis zu 70 Prozent höher als die gemessenen Quoten, übertragen auf das Halbfinale Deutschland – Spanien also bei über 54 Millionen Zuschauern oder rund zwei Drittel aller Einwohner.
In den Niederlanden steht hingegen fest, dass sich mit 12,27 Millionen Menschen über 70 Prozent der Gesamtbevölkerung den Halbfinal-Sieg gegen Uruguay angesehen haben – ebenfalls ein „Allzeitrekord“ der niederländischen Fernsehgeschichte, der auch vom Finale mit höchstens 9,1 Millionen Zuschauern (55 Prozent der Bevölkerung) nicht annähernd wieder erreicht wurde. In Spanien wurde das Siegtor gegen Ende des WM-Finales von 16,8 Millionen der rund 47 Millionen Einwohner verfolgt, ebenfalls zuzüglich der auf den Straßen feiernden Fans.
Eine niedrigere Zuschauerzahl als 2006 hatte in Deutschland das Spiel um Platz 3, das damals noch 23,92 Millionen, 2010 jedoch nur 23,62 Millionen Zuschauer durchschnittlich einschalteten.
Dabei erreichte die Übertragung jedoch mit 77,3 Prozent einen höheren Marktanteil als vier Jahre zuvor mit 76,0 Prozent. In Deutschland verfolgten durchschnittlich 9,74 Millionen Zuschauer die ersten 54 Liveübertragungen von WM-Spielen aus Südafrika. Beim Marktanteil von durchschnittlich 45,1 Prozent zeigten sich Unterschiede vor allem zwischen den Bundesländern Hessen, Rheinland-Pfalz und Niedersachsen, in denen fast 50 Prozent der Zuschauer Fußball guckten, und Brandenburg, Mecklenburg-Vorpommern und Bremen, wo nur knapp 35 Prozent sich für die WM-Spiele entschieden.
Der SWR wies darauf hin, dass auch die Nachfrage nach WM-Radio-Berichterstattung enorm gewesen sei. Auch die Online-Berichterstattung habe man ausgebaut: Neben einem Liveticker für alle Spiele boten sowohl die ARD als auch das ZDF Live-Streams für ausgewählte Spiele an. Diese erstmals zu WM-Spielen verfügbaren Streaming-Media-Angebote verzeichneten bis zu 180.000 gleichzeitige Zugriffe.
Dabei kam es während des Spiels Deutschland – Serbien am 18. Juni zu einem Totalausfall des Live-Streams, da nach ZDF-Angaben „die extrem hohe Nachfrage […] den Stream an die Kapazitätsgrenze gebracht habe“, obwohl man „vor dem Spiel die Kapazitäten extra ausgebaut habe“. Als Grund für die zahlreichen Zugriffsversuche auf den Live-Stream wurde angenommen, dass das um 13:30 Uhr angepfiffene Spiel in die Arbeitszeit vieler deutscher Fans fiel und diese vom Büro aus auf den Stream zugreifen wollten.

## Werbung

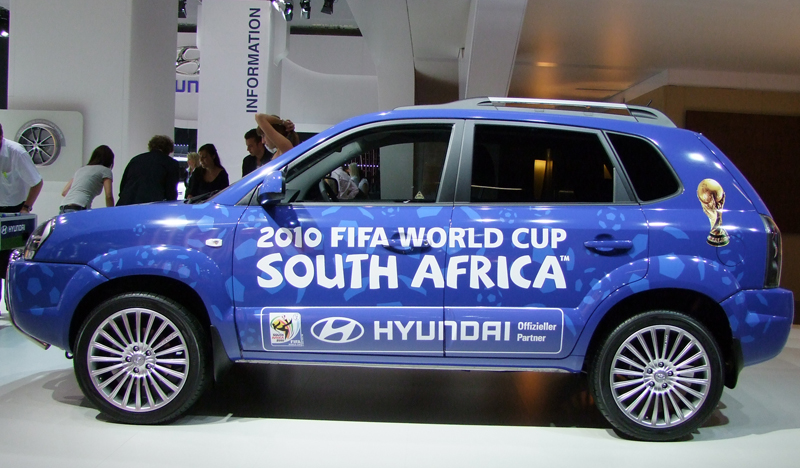
Hyundai Tucson mit Hinweis auf die WM 2010 auf der IAA 2009

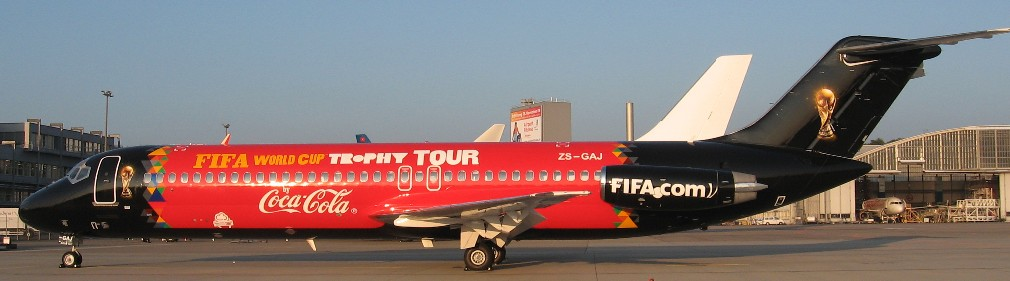
Das Flugzeug der FIFA-Pokal-Tournee 2009 am Tag vor dem Abflug nach Afrika in Zürich

### Sponsoring-Konzept
Im Vergleich zur WM 2006 ging die FIFA nach einem neuen Sponsoring-Konzept vor. Neben den ständigen FIFA-Vertragspartnern Adidas, Coca-Cola, Emirates, Hyundai Kia Automotive Group, Sony und Visa waren weitere WM-Sponsoren vorgesehen. Als „Sponsoren FIFA Fußball-Weltmeisterschaft“ wurden die acht Marken Budweiser, Castrol, Continental, McDonald’s, MTN, Mahindra Satyam, Seara und Yingli Solar ausgewählt. „Nationale Förderer“ wurden BP, First National Bank of South Africa, Neo Africa, PRASA, Shanduka-Aggreko und Telkom.

### Sponsoren und Werbeeffekte
Für die als Sponsoren engagierten Konzerne machte die Fußball-WM einen Hauptbestandteil ihrer Werbestrategie aus: Der als FIFA-Partner und Trikotausrüster präsente Sportartikelhersteller Adidas verzichtete sogar erstmals ganz auf Werbespots in Deutschland: „Am Firmensitz im fränkischen Herzogenaurach geht man davon aus, dass die massive Bildpräsenz der Produkte mit den drei Streifen durch die umfangreichen Ausrüsterverträge mit insgesamt zwölf von 32 Mannschaften und mit der Fifa für den WM-Ball kaum mehr zu übertreffen sein dürfte.“
Auch als Trikotsponsor der „Überraschungself Deutschland“, die „ein über weite Strecken begeisternd spielender, sympathischer, junger Werbeträger auf einem zentralen europäischen Absatzmarkt“ sei, dürfe Adidas sich „als Gewinner der Marken-WM 2010 fühlen“.
Die Konkurrenten Nike und Puma litten hingegen unter dem schlechten sportlichen Ergebnis ihrer Hauptwerbeträger: Die Nike-Strategie setzte vor allem auf die Top-Stars Wayne Rooney, Franck Ribéry, Fabio Cannavaro und Cristiano Ronaldo, die jedoch alle frühzeitig aus dem Turnier ausschieden; Ronaldinho, ebenfalls ein Nike-Werbeträger, wurde gar nicht erst für die WM nominiert. Im Laufe des Turniers waren dann auch Spieler „aus der zweiten Reihe“ wie Robinho oder Mesut Özil in Fernsehspots zu sehen. Das Puma-Konzept, das ganz auf den afrikanischen Kontinent setzte, von dessen sechs WM-Teilnehmern es vier als Ausrüster betreut, erlitt eine „Niederlage“, da es von diesen Mannschaften nur Ghana bis ins Viertelfinale schaffte. Bei dem fränkischen Hersteller hatte die Silhouette des afrikanischen Kontinents im Sommer 2010 die springende Raubkatze als Logo ersetzt.
Ein bei der WM 2010 als prägender Bestandteil von Werbestrategien aufkommender Aspekt war die Betonung der Corporate Social Responsibility: Nike warb mit Didier Drogba in Südafrika für die Anti-AIDS-Kampagne „Lace Up. Save Lives“, Gesundheit war ebenfalls das Feld der Adidas-Unterstützung für ein Projekt des südafrikanischen Bildungsministeriums, und Puma sponserte in südafrikanischen Townships Street-Soccer-Turniere als soziale Hilfsprojekte. Auch die FIFA selbst betonte ihr soziales Engagement, auch um „das Image des geldgierigen Geschäftemachers“ abzulegen.
Eine besondere Bedeutung gewann das WM-Sponsoring durch das große Interesse an den Fernsehübertragungen, nicht mehr nur der Spiele der eigenen Mannschaft. Die übertragenden Fernsehsender nutzten diese Aufmerksamkeit zur Begleitung der Spiele „mit Vor- und Nachberichten, Land-und-Leute-Storys und Talks“, die „fast den ganzen Sendetag füllen.“ Beklagt wird dabei die „heimliche Allianz“ der FIFA mit den TV-Sendern einerseits und der Politik andererseits.

„Die Fernsehereignisse, über die alle sprechen, weil sie fast jeder gesehen hat, sind in der bunten Medienwelt ein umkämpftes Segment. In milliardenschweren Werbeverträgen sichern sich Multis viel Aufmerksamkeit und ein Stückchen vom positiven Image der Spiele.“

Auch die nicht im Sportartikelhandel tätigen WM-Sponsoren konnten die Fußball-Weltmeisterschaft in Südafrika zur Steigerung ihres Bekanntheitsgrades und zur Identifikation mit dem Großevent nutzen: Im Juni 2010 erreichte etwa die Information, dass die Fluggesellschaft Emirates FIFA-Partner ist, 30 Prozent der Deutschen statt zuvor 21 Prozent. Jedoch hielten 41 Prozent das Konkurrenzunternehmen South African Airways fälschlicherweise für den offiziellen WM-Sponsor, damit allerdings 11 Prozent weniger als im Mai 2010. Hyundai als FIFA-Partner zu identifizieren gelang Anfang Juli 41 Prozent; vor der WM hatte Hyundai noch fast gleichauf mit dem Konkurrenten Honda um 30 Prozent gelegen. An der Spitze der FIFA-Partner-Bekanntheit lagen stabil Coca-Cola, McDonald’s und Adidas mit 60–80 Prozent.
Siehe auch: Liste von offiziellen Sponsoren der Fußball-Weltmeisterschaft

### Ambush-Marketing
Bereits vor Beginn der Weltmeisterschaft hatte die FIFA 2.500 Fälle angeblichen Ambush Marketings behandelt, darunter auch den Werbespruch „Inoffizielle nationale Fluggesellschaft der Sie-Wissen-Schon-Was“ der südafrikanischen Fluggesellschaft Kulula, gegen den die FIFA juristisch vorging.
Nach dem ersten Spiel der Gruppe E, Niederlande – Dänemark (2:0) am 14. Juni, erregten eine vermutliche Ambush-Marketing-Aktion der niederländischen Brauerei Bavaria und die Gegenmaßnahme der FIFA öffentliches Aufsehen: 36 Frauen in orangen Kleidern saßen auf Plätzen nahe dem Spielfeldrand, lärmten und sangen, so dass die Fernsehkameras sie mehrfach ins Bild nahmen. Da FIFA-Mitarbeiter sie beschuldigten, heimlich für eine nicht zu den offiziellen Sponsoren gehörenden Biermarke zu werben, wurden sie in der zweiten Halbzeit von 40 Ordnern umstellt und zum Verlassen des Stadions gezwungen. Nach einer Befragung durch die FIFA wurden die Frauen nach eigener Aussage auch von der Polizei verhört. Die FIFA bestritt Festnahmen, erklärte jedoch, alle rechtlichen Möglichkeiten gegen die Bavaria-Brauerei ausschöpfen zu wollen, die bereits 2006 mit einem Ambush-Marketing-Versuch beim Spiel Niederlande – Elfenbeinküste aufgefallen war. Schon 2006 hatte sich die Bavaria-Brauerei dagegen ausgesprochen, als die FIFA Fußballfans zum Ablegen von Kleidungsstücken zwang, auf denen sich unlizenzierte Firmenlogos befanden.
Nach FIFA-Ermittlungen über die Herkunft der Eintrittskarten der beschuldigten Frauen entließ der Fernsehsender ITV seinen Fußball-Experten Robbie Earle, da er für Familie und Freunde bestimmte Karten regelwidrig an Dritte weitergegeben haben soll. Die FIFA konfiszierte von Earle weitergegebene Karten für spätere Spiele, um sie neu zu verkaufen. Die am 14. Juni aus Soccer City verwiesenen Frauen, die nach Angaben von Bavaria in keiner Verbindung zur Brauerei stünden, hätten lediglich als Werbemittel mit Bavaria-Produkten verkaufte orange Kleider getragen, die keine Brauerei-Logos trugen. Brauerei-Vorstand Peer Swinkels sagte, Niederländer trügen bei Feiertagen oder Großveranstaltungen eben gerne Orange, dies könne man ihnen nicht verbieten.
Zwei der Niederländerinnen wurden zwei Tage nach dem Spiel in ihrem Hotel erneut festgenommen und erst nach Zahlung einer Kaution und Abgabe ihrer Reisepässe auf freien Fuß gesetzt. Es wurde festgestellt, dass sich ein Bavaria-Logo, „nicht größer als eine Briefmarke, […] kaum sichtbar auf schwarzen Schildern am Kleid“ befand. Der Anwalt der Beschuldigten berichtete, sie seien „völlig traumatisiert“, da sie behandelt wurden „wie Gewalttäter“. Kritik am Vorgehen der FIFA und der südafrikanischen Behörden äußerten auch der niederländische Außenminister Maxime Verhagen, der es in einer offiziellen Protestnote als unverhältnismäßig und absurd bezeichnete, und die niederländische Botschaft in Pretoria. Peer Swinkels wies darauf hin, dass die Werbewirkung der orangen Kleider nur durch das Einschreiten der FIFA entstand, da nun die ganze Welt über Bavaria und die sogenannten „Beer Babes“ rede (vgl. Streisand-Effekt).
Über die Gerichtsverhandlung am 22. Juni, in der den beiden Angeklagten eine Freiheitsstrafe bis zu sechs Monaten drohte, wollten 50 Reporter berichten, nachdem die Ambush-Marketing-Vorwürfe gegen die Niederländerinnen die Titelseiten südafrikanischer Zeitungen gefüllt, weltweite Medienaufmerksamkeit erhalten und zu „einer diplomatischen Verstimmung zwischen den Niederlanden und Südafrika“ geführt hatten. Trotz ihrer juristischen Unterstützung durch die niederländische Botschaft in Pretoria vermuteten Medienberichte vor dem Prozesstermin, dass die FIFA ein Exempel statuieren lassen könnte. Die WM-Sondergerichte hätten bis dahin schnelle und harte Verurteilungen zu langjährigen Gefängnisstrafen ausgesprochen. Am Prozesstag gab die Staatsanwaltschaft jedoch bekannt, die Anklage sei fallengelassen worden. Da die FIFA nach einer Übereinkunft mit der Bavaria-Brauerei kein Interesse mehr „an einer Fortführung der Angelegenheit habe“, sprach sich die Staatsanwaltschaft gegen eine weitere Strafverfolgung aus. Über die Inhalte der außergerichtlichen Einigung wurde nichts bekannt, Spekulationen sprechen von einer Erklärung, bis 2022 die Marketingrechte der FIFA anzuerkennen, oder von einer Bavaria-Zahlung von einer Million Euro, beurteilen diese jedoch als geringen Preis für die gewonnene Medienaufmerksamkeit: Das „verheerende internationale Presseecho“ kritisierte überwiegend „die ‚allmächtige Fifa‘, die es sich herausgenommen habe, ‚unschuldige Mädchen vorübergehend zu verhaften‘.“

## Wirtschaftliche Auswirkungen

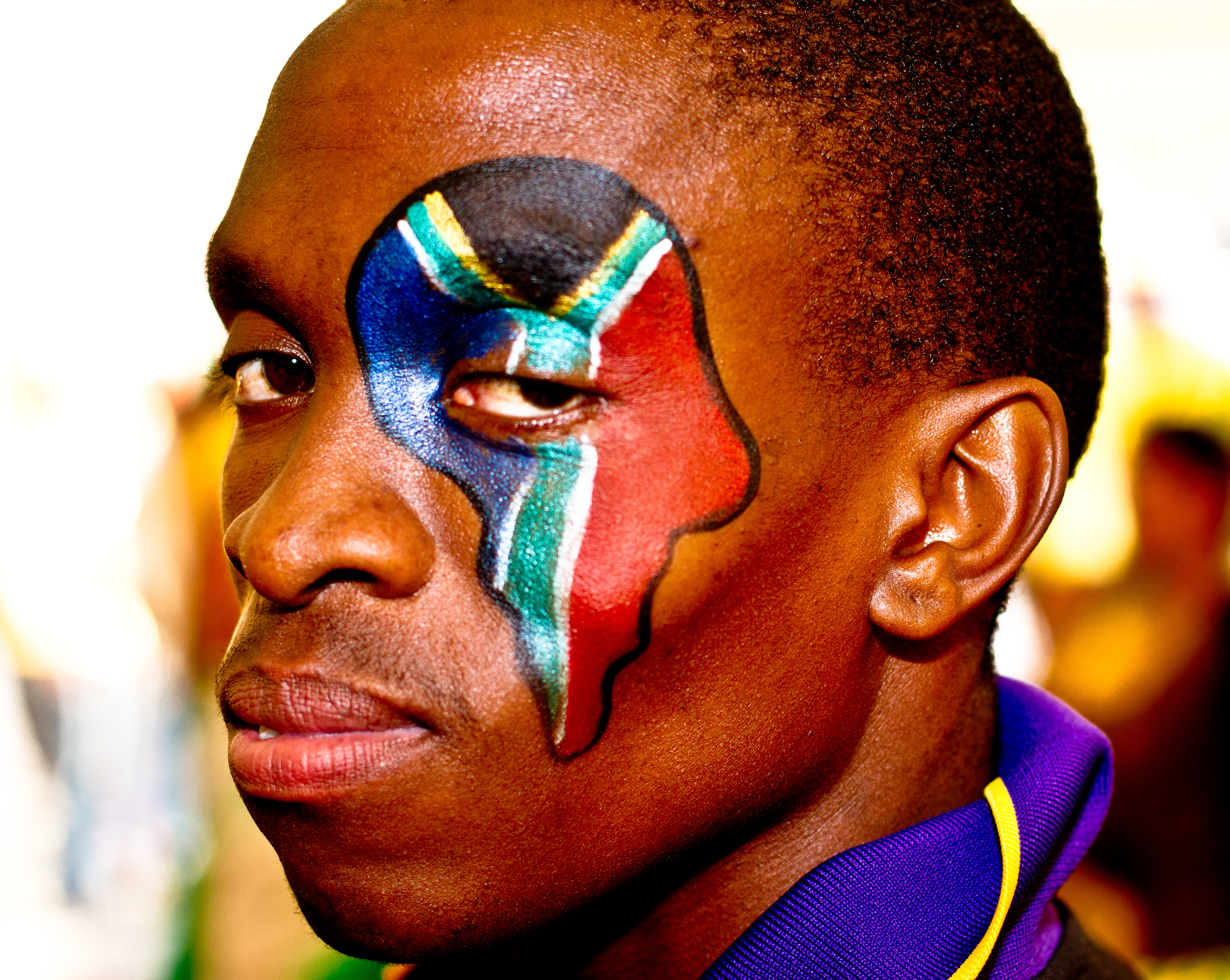
Ein Fan der südafrikanischen Mannschaft

Für die neuen Stadien und den Ausbau der Infrastruktur wollte die südafrikanische Regierung von 2006 bis zum Beginn der WM etwa 600 Milliarden Südafrikanische Rand, umgerechnet etwa 60 Milliarden Euro, ausgeben. „Eine solch gewaltige Summe ist bislang noch nie innerhalb so kurzer Zeit in Südafrika investiert worden.“ Auf das Verkehrswesen entfielen allein 170 Milliarden Rand. Der Anteil dieser Arbeiten, der von einheimischen Unternehmen ausgeführt wurde, ist nicht genau bekannt; das Organisationskomitee bemühte sich jedoch um die besondere Berücksichtigung „kleiner“ (SMME) sowie „schwarzer“ (BEE) Unternehmen (die spezielle Bestimmungen für „Small, Medium and Micro Enterprises“ sowie „Black Economic Empowerment“ erfüllen). Bis September 2008 sollen 55 % der Investitionen an BEE- und 26 % an SMME-Unternehmen geflossen sein.
Zeitgleich mit der WM-Gruppenauslosung fand in Stellenbosch allerdings ein Seminar internationaler Sportökonomen statt, die vor einer „notorischen Überschätzung“ des ökonomischen Nutzens dieser Großveranstaltung warnten: „Der Weltcup wird keine Dollars vom Himmel regnen lassen“, befürchteten sie und vermutlich würden einige der neu gebauten Arenen in Provinzstädten, nach dem 11. Juli 2010, wie „Ladenhüter in der Gegend herumstehen“.
Schätzungen des von der südafrikanischen Regierung beauftragten Unternehmensberaters Grant Thornton International zufolge sollte die Fußball-WM in den fünf Jahren bis 2010 etwa 55,7 Milliarden Rand zur südafrikanischen Wirtschaftsleistung beitragen. Dabei sollten über 400.000 Arbeitsplätze entstehen und 19,3 Milliarden zusätzliche Steuereinnahmen. Von den prognostizierten zusätzlichen 483.000 Touristen wurden Einnahmen um 8,5 Milliarden Rand veranschlagt; die Gesamtzahl jährlicher Südafrika-Reisender soll durch die zusätzlichen Besucher auf über 10 Millionen gesteigert werden, weshalb angetrieben durch die WM etwa 25 neue Hotels in den vorhergehenden Jahren gebaut wurden.
Als offizielle Kampagne betrieb die Weltmeisterschafts-Organisation die Errichtung von 20 Zentren für Bildung, Gesundheit und Fußball in ganz Afrika. Das erste der fünf für Südafrika vorgesehenen Zentren wurde am 5. Dezember 2009 bereits im Township Khayelitsha eröffnet und dient unter anderem der HIV-Prävention. In Ruanda, Ghana, Mali, Kenia und Namibia befanden sich bei der WM fünf weitere dieser Zentren im Bau.
Cassandra Mbuyene-Mokone, die Gesandte der südafrikanischen Botschaft in Berlin, zog am 7. Juli 2010 gegenüber dem Fernsehsender Phoenix eine positive Bilanz der WM: Sie habe die Einheit Südafrikas und seiner ethnischen Gruppen gefördert, den Ruf des Landes im Ausland verbessert und den Tourismus angekurbelt. Rund 500.000 Besucher zusätzlich seien wegen der WM ins Land gekommen. Da diese nicht nur dort übernachteten, sondern auch einkauften und zukünftig für weitere Südafrika-Reisen sorgen würden, könne man auch eine positive wirtschaftliche Bilanz ziehen: Die finanziellen Gewinne überwögen die Kosten der WM-Ausrichtung.

### Bilanz
In einer Studie über die sozioökonomischen Auswirkungen der WM in Südafrika kam das Schweizerische Arbeiterhilfswerk SAH zum Schluss, dass vor allem die FIFA und Baukonsortien von der WM profitiert hätten, für Südafrika aber nur ein Schuldenberg zurückgeblieben sei. Der Befund des SAH wird durch Aussagen des Sprechers der südafrikanischen Steuerverwaltung gestützt. Dieser kritisierte, dass die vielen Privilegien und Konzessionen, die die südafrikanische Regierung der FIFA zugestanden hat, „zu hoch und zu erdrückend“ gewesen seien, als dass Südafrika von der WM hätte profitieren können.